# Quentin Massys
Quentin Matsys (hollandul: Quinten Matsijs) (Leuven, 1466. – Antwerpen, 1529.) flamand festő, az antwerpeni iskola alapítója. Leuven városában született, ahol a legenda szerint kovácsnak tanult, mielőtt festő lett belőle. Matsys több mint 20 éven át Antwerpenben alkotott, vallási témájú festményei mellett szatirikus képeiről híres.

## Fiatalkora
Massys fiatalkoráról jórészt csak legendák és történetek maradtak fenn, igen kevés korabeli forrás tartalmaz megbízható adatokat fiatalkoráról, iskoláiról, tevékenységéről. Molanus Historiae Lovaniensium krónikája alapján Massys Leuven szülötte, aki eredetileg kovácsnak tanult. Szülei Joost Matsys (? - 1483) és Catherine van Kincken, akikek negyedik gyermeke volt, 1466. április 4. és szeptember 10. között született. A legenda szerint Massys azért hagyott fel a kovácsmesterséggel, hogy meghódítsa későbbi feleségét, aki a festőművészetet romantikusabb foglalkozásnak tartotta.
Joost Matsys adományait és ingóságait tartalmazó feljegyzések alapján a családnak biztos anyagi háttere volt, ezért feltehetően nem pénzhiány miatt kezdett Massys festeni. Antwerpeni tartózkodása alatt csak négy tanítványa volt: Arian van Overbeke, Willem Muelenbroec, Eduart Portugalois és Hennen Boeckmakere.
A feljegyzések hiányossága miatt nem lehet teljes biztonsággal megállapítani, hogy képzése során Massys Németalföld más részeire, illetve Itáliába utazott volna (ami a 16. században szokás volt a németalföldi festők között). A külföldi hatások azonban felfedezhetők Massys műveiben is.

## Munkássága Leuvenben
A 15. században a németalföldi festészet hagyományos központjai  Tournai, Brugge, Ghent és Brüsszel voltak. Leuven csak a 15. század vége felé bukkant fel, amikor számos híres mesterember kezdett el itt tevékenykedni, többek között Massys is. A 16. századtól fogva azonban Antwerpen lett a németalföldi művészeti élet középpontja és vezető szerepét később is megőrizte Brugge, Ghent, Brussels, Mechelen és Leuven előtt. Mivel 1494 előtt Leuvenben nem vezettek feljegyzéseket az ott tevékenykedő festőkről, ezért nincs bizonyíték arra, hogy Massys tagja lett volna a helyi céhnek. A legtöbb művészettörténész azonban elfogadja, hogy Leuvenben végezte tanulmányait, mivel máshol - így Antwerpenben - nincs nyoma annak, hogy Massys a helyi céh tanulója lett volna. A fennmaradt céhes szabályozások alapján az is biztosra vehető, hogy Massys nem magától sajátította el a festészet alapjait.

## Stílusa

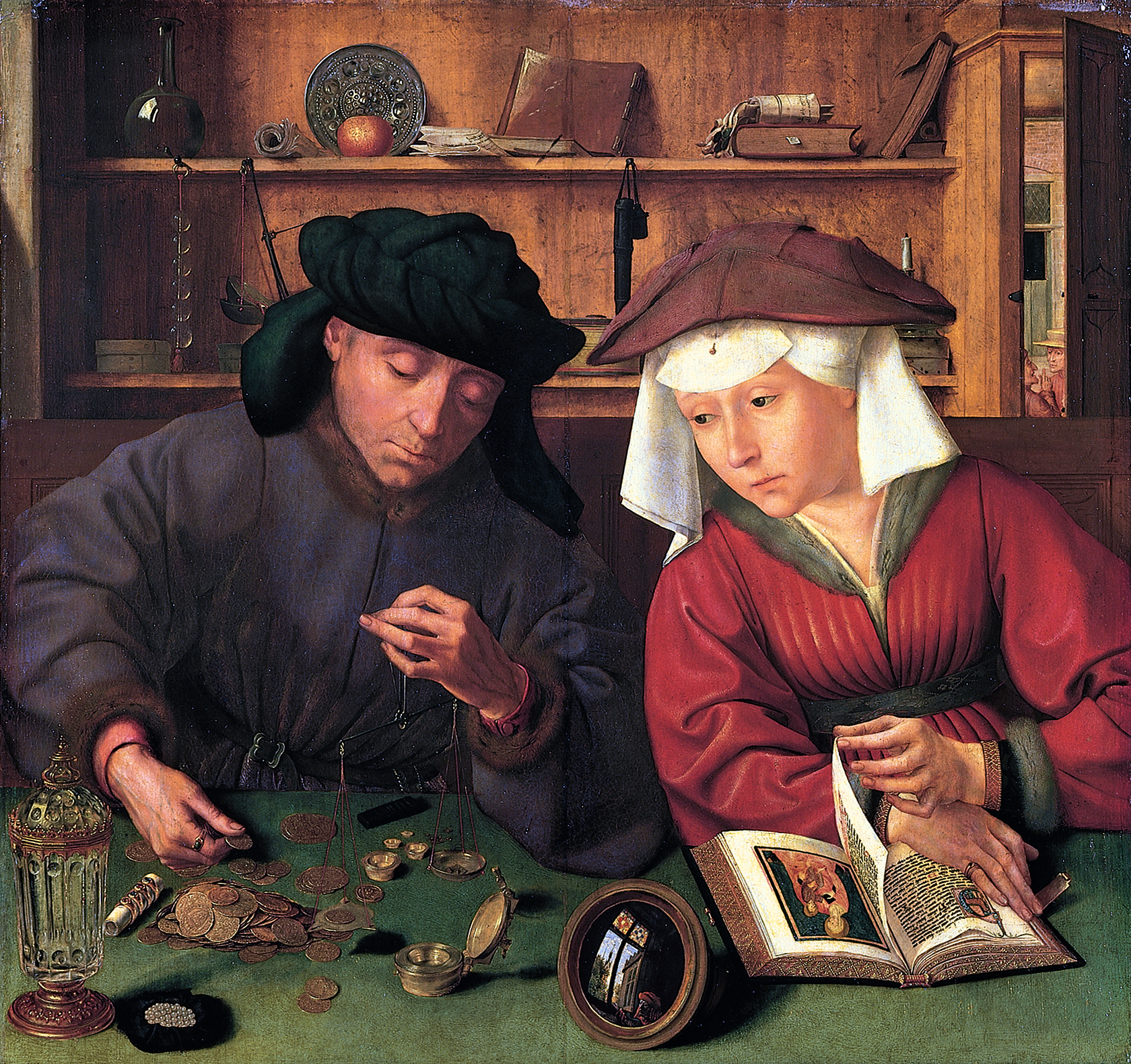
A pénzváltó és felesége (1514)
Olaj, fa, 71 x 68 cm
Louvre, Párizs.

Bár Massys művészeti képzését homály fedi, stílusa jelentősen hasonlít Dieric Bouts stílusára, akire viszont Hans Memling és Rogier van der Weyden hatottak. Amikor 25 éves korában Massys Antwerpenbe költözött, egyedi stílusa nagy hatással volt a flamand festészet újjáélesztésében. Massys 1491-ben hagyta el Leuvent és felvették az antwerpeni festőcéhbe, mint mestert.
Antwerpeni munkássága során számos vallásos képet, oltárképet festett. Emellett jelentősek még szatirikus alkotásai is, amelyek a korabeli társadalmat, gondolkodást, viselkedést tükrözték.
Massys képei erőteljes vallásosságot tükröznek, amely a flamand festők egyik jellegzetessége, másrészt pedig nagyfokú, néha a groteszkbe hajló realizmus jellemzi munkáit. Massys vonalainak határozottsága, a térbeliség érzékeltetése, a nagyfokú részletesség van der Weyden hatására utalnak. Van Eyck, Memling és Dieric Bouts hatását tükrözik a gazdag, lüktető színek. Massys alkotásaira jellemzők az aprólékosan kidolgozott részletek, az arckifejezések komolysága, a finom fény-árnyék játék. A korabeli flamand festőkhöz hasonlóan nagy gondot fordított az ékszerek, a ruházati díszek és általában a díszítő elemek kidolgozására.

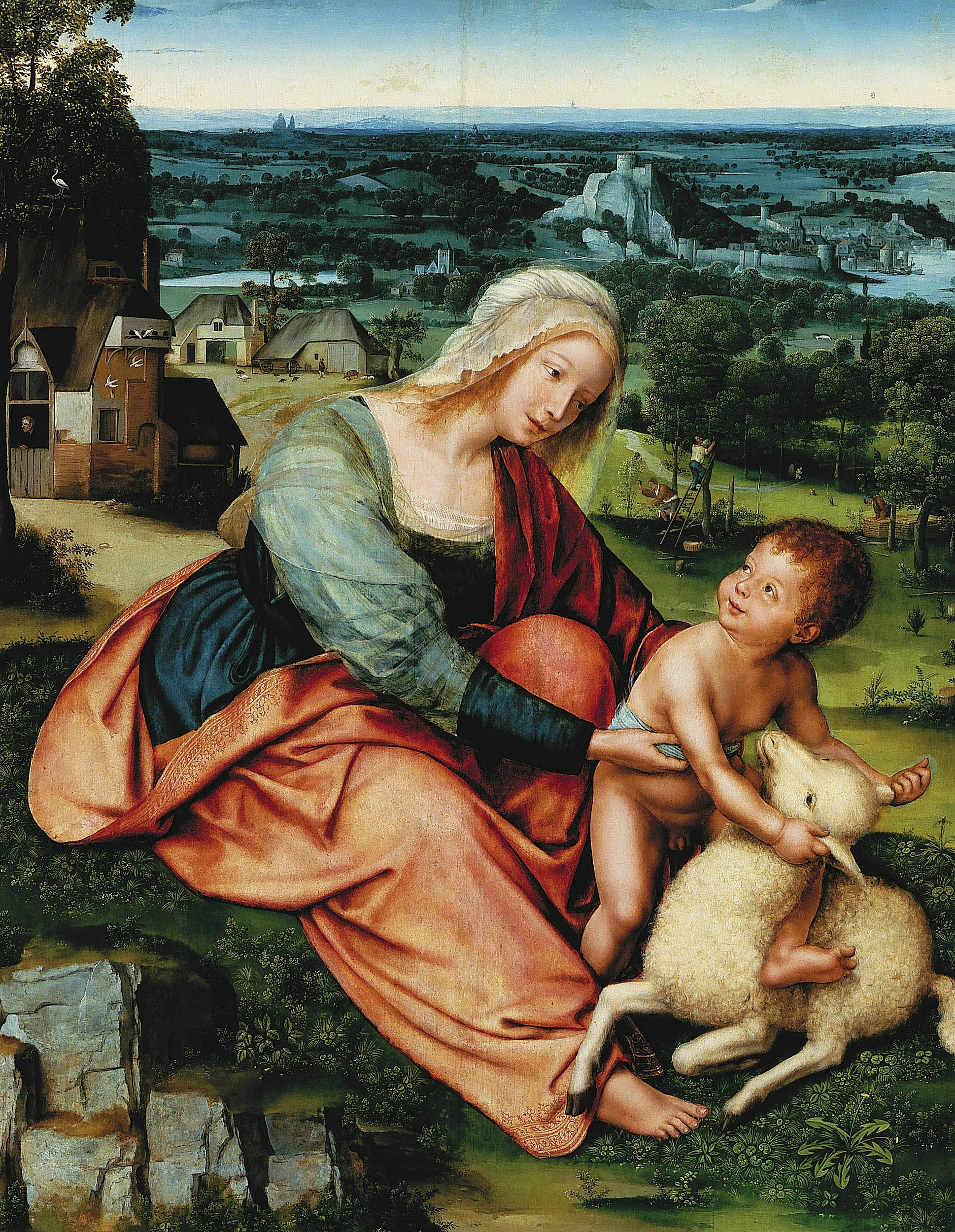
Madonna és a gyermek báránnyal (1513)
Olaj, fa, 110 x 87 cm
Nemzeti Múzeum, Poznań.

Massys képen a hangsúly nem a légkör megteremtésén van (erre igen kevés figyelmet fordított), hanem az arckifejezések minél jellegzetesebb, nyilvánvalóbb, már-már karikatúrába hajló ábrázolásán: hangsúlyozta a szentek elmélyültségét és a börtönőrök, vagy kivégzők brutalitását. A kereskedők, pénzváltók portréin szatirikusan ábrázolta az alanyok fösvénységét és pénzsóvárságát. A gyengéd érzelmek kifejezésében, ábrázolásában is messzire ment: Berlinben és Amszterdamban őrzik egy képének másolatát, ahol Jézus anyjának csókja már-már rossz érzéseket kelt a szemlélőben.
Massys kora egyik jelentős portréfestője volt, realisztikus és érzelmes képeket festett alanyairól, többek között I. Miksa német-római császárról.

## Hatások
Az északi reneszánsz képviselőivel, Hans Holbeinnel és Albrecht Dürerrel összehasonlítva Massys tartózkodott a kifinomult, aprólékos részletekről, amelyek Holbein és Dürer műveit jellemezték. Azonban ez Massys művészi döntésének, nem pedig tudatlanságának lehet következménye, hiszen Holbeinnek többször is találkozott, 1520-ban pedig Dürer látogatta meg antwerpeni házában.
Érett műveit már higgadt, méltóságteljes stílus jellemzi, ilyenek a Szűz és Krisztus, Ecce Homo és Mater Dolorosa, amelyekben finom árnyalatok, részletek vehetők észre. Feltehetően ismerte Leonardo da Vinci műveit, elsősorban a festmények után készített metszetekről (egyik képét Leonardo A Szűz, Szent Anna és a kis Jézus c. képe ihlette). Ez is csak megerősíti azt a feltételezést, hogy Massys élete során ellátogatott valamikor Itáliába és befolyásolták az olasz reneszánsz művészei.

## Halála és öröksége

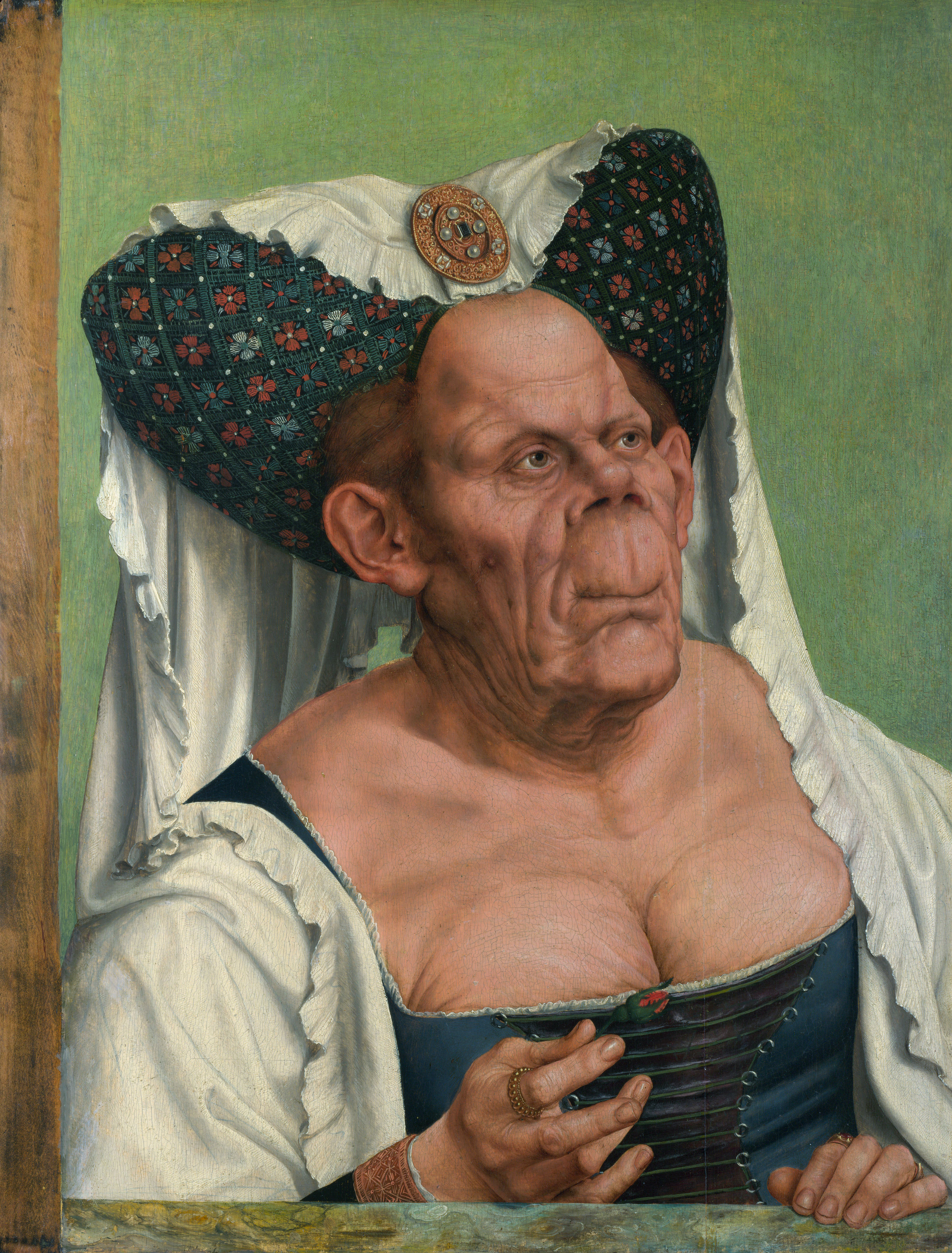
Groteszk idős nő
Olaj, fa, 64 x 45,5 cm
National Gallery (London).

Matsys 1529-ben halt meg Antwerpenben. Halálának századik évfordulójára, 1629-ben helyeztek el egy emléktáblát az antwerpeni katedrális falán, amelyre az adományozó, Cornelius van der Geest, a következőket vésette: "kezdetben kovács, majd később híres festő".
Massys képei közül ma talán a legismertebb a Groteszk idős nő, amelyet John Tenniel felhasznált, hogy az Alice Csodaországban egyik illusztrációját elkészítse. A képen szereplő nő feltehetően Paget-kórban szenvedett, amely a koponya és a csontok deformációját okozza, bár azt is feltételezik, hogy Margit tiroli grófnő metaforikus ábrázolása. A grófnőt, házasságon kívüli kalandjai miatt, csak Maultasch-nak emlegették, amelynek jelentése "randa nő" vagy "szajha" volt. 1507 - 1509 között festette meg a leuveni Sz. Péter templomnak a Szent rokonság vagy Szent Anna oltárképet és Az Úr sírba tétele (1508-1511) című képet.
Massys fia, Jan Matsys örökölte apja műveit és műhelyét, de nem tudta folyamatosan folytatni és továbbvinni azt, mert erenekség vádja miatt sokáig számüzetésben kellett élnie. Korai (Szt. Jeromos, 1537) és késői (Tobiás gyógyítása, 1564) alkotásai is arról árulkodnak, hogy az eredeti stílus helyett előnyben részesítette a másolást, később a manierista ízlést terjesztette szülőföldjén. Másik fia, Cornelis Matsys rézmetsző és festő volt, szintén manierista stílusban dolgozott. Jan fia ifj. Quentin Metsys, Angliában élt és dolgozott, megfestette I. Erzsébet angol királynő egyik portréját.

## Képgaléria

### Vallásos tárgyú képei

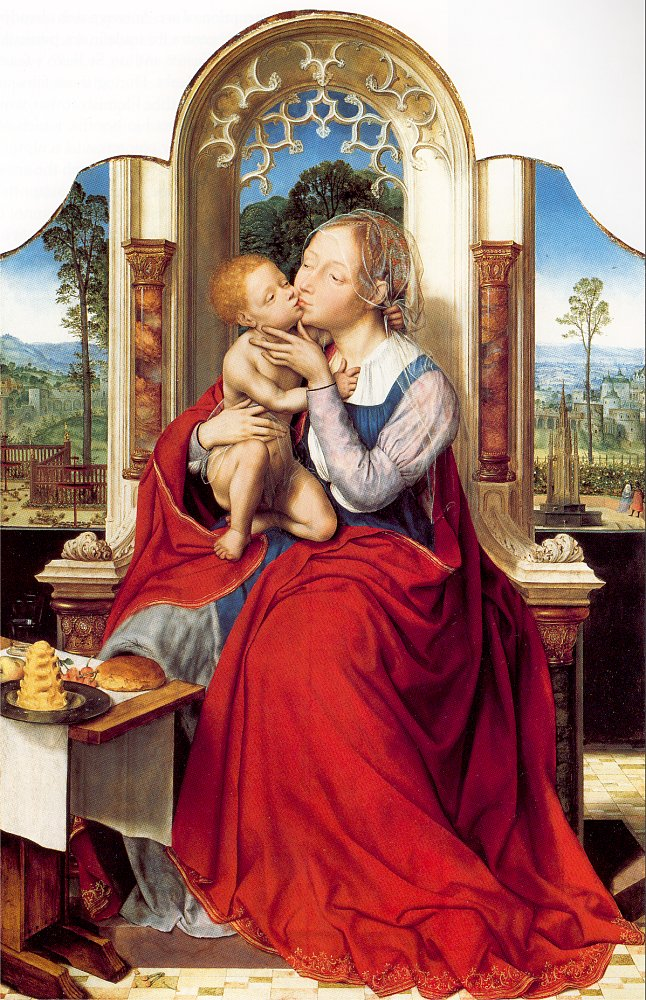
Szűz Mária trónon
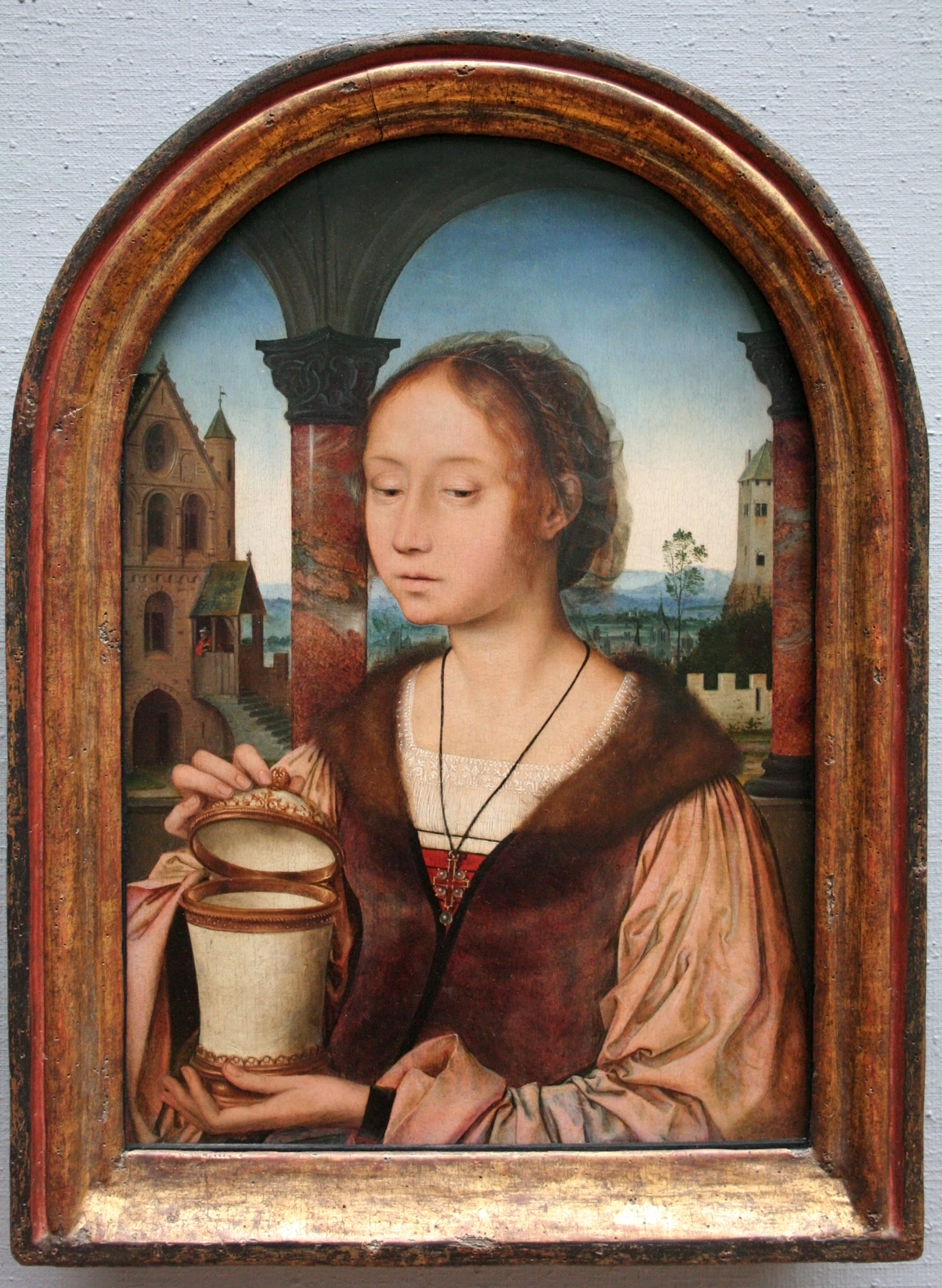
Mária Magdaléna
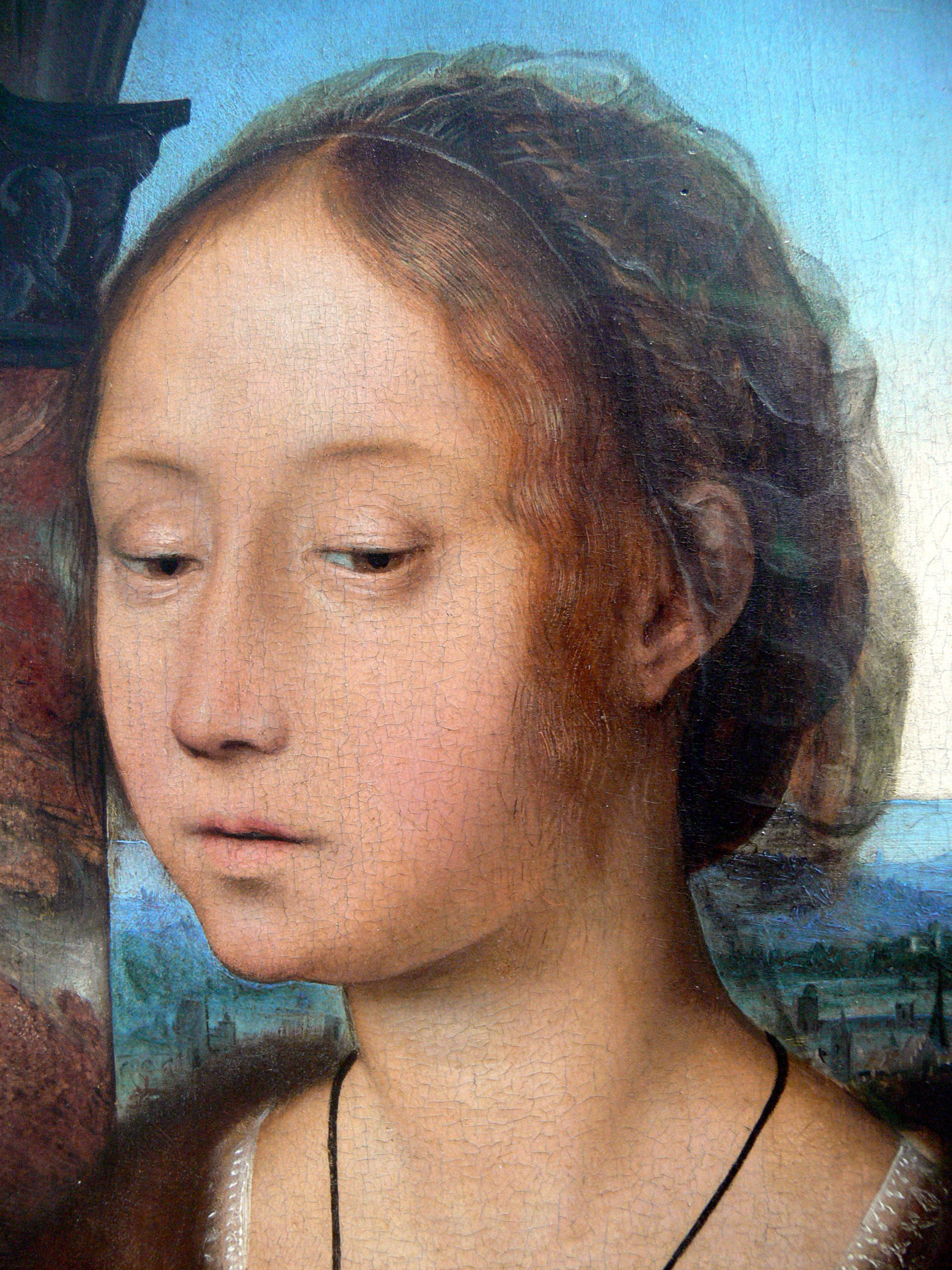
Mária Magdaléna (részlet)
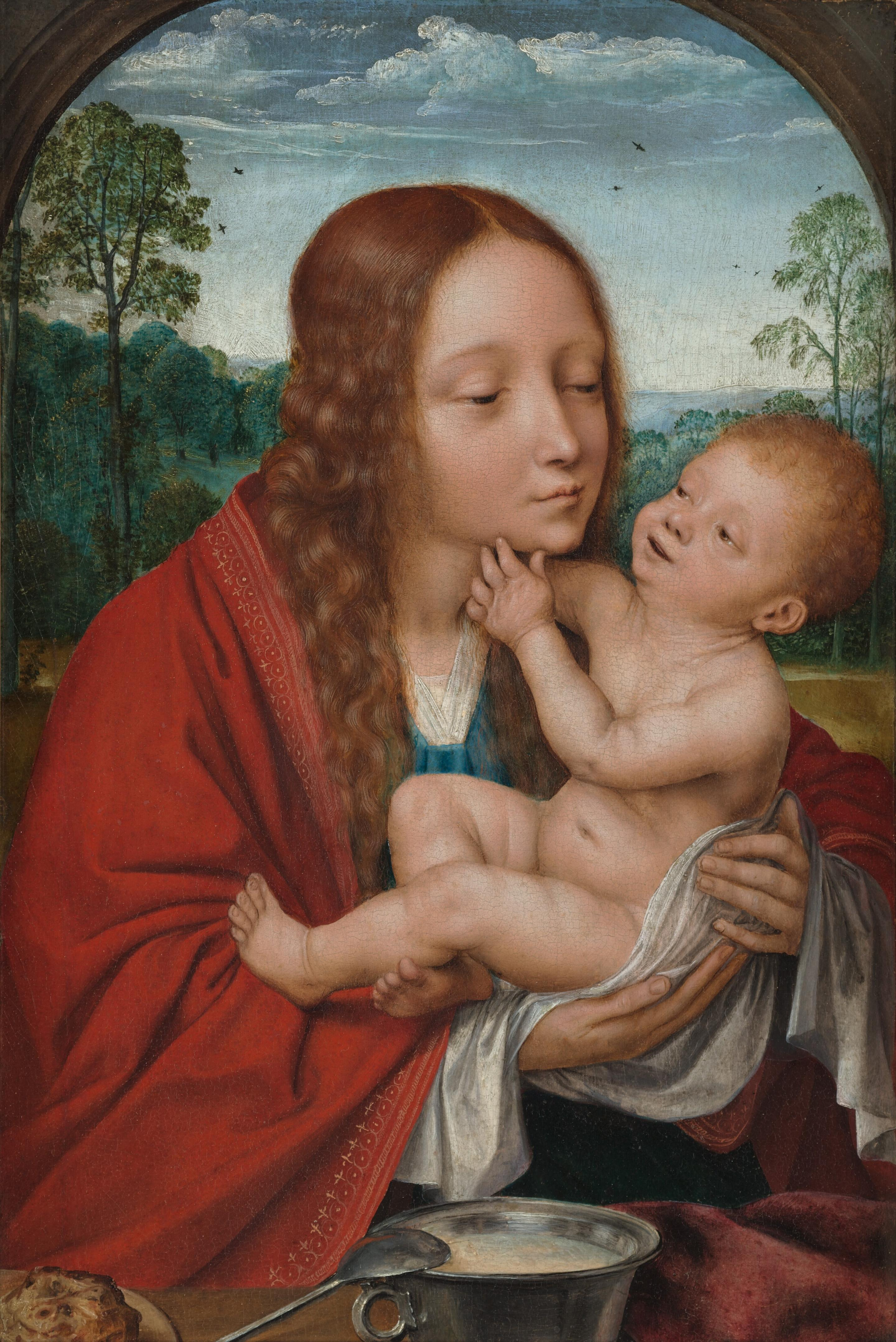
Szűz Mária és a kis Jézus
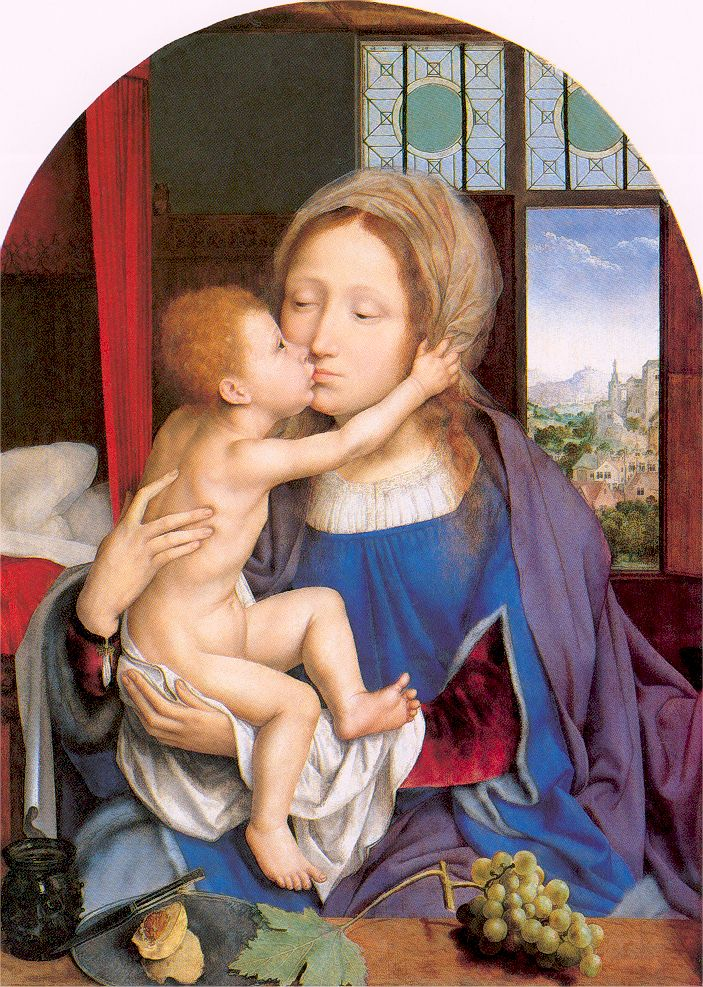
Szűz Mária és a kis Jézus (Louvre)
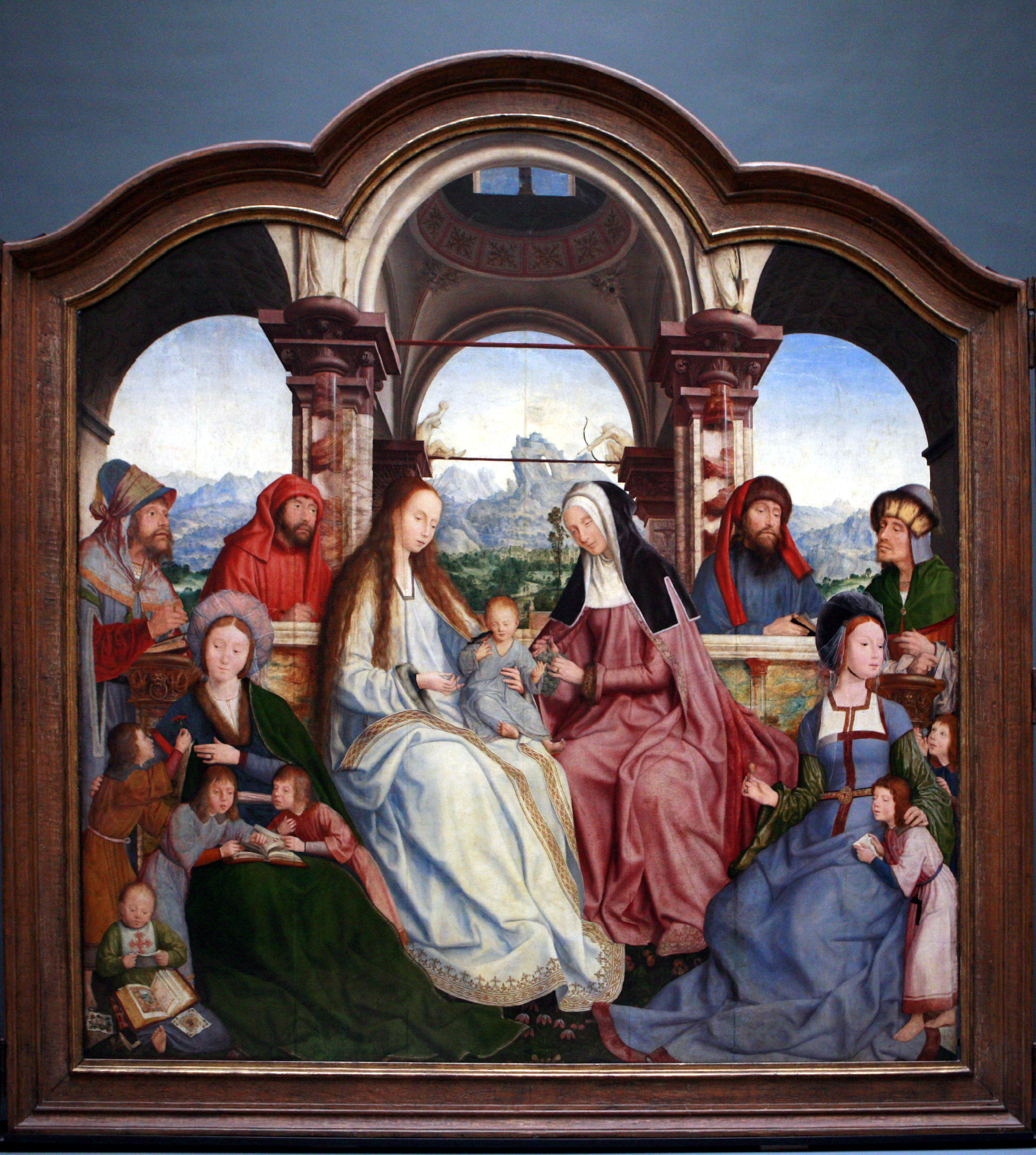
Oltárkép a leuveni Szt. Anna templomból
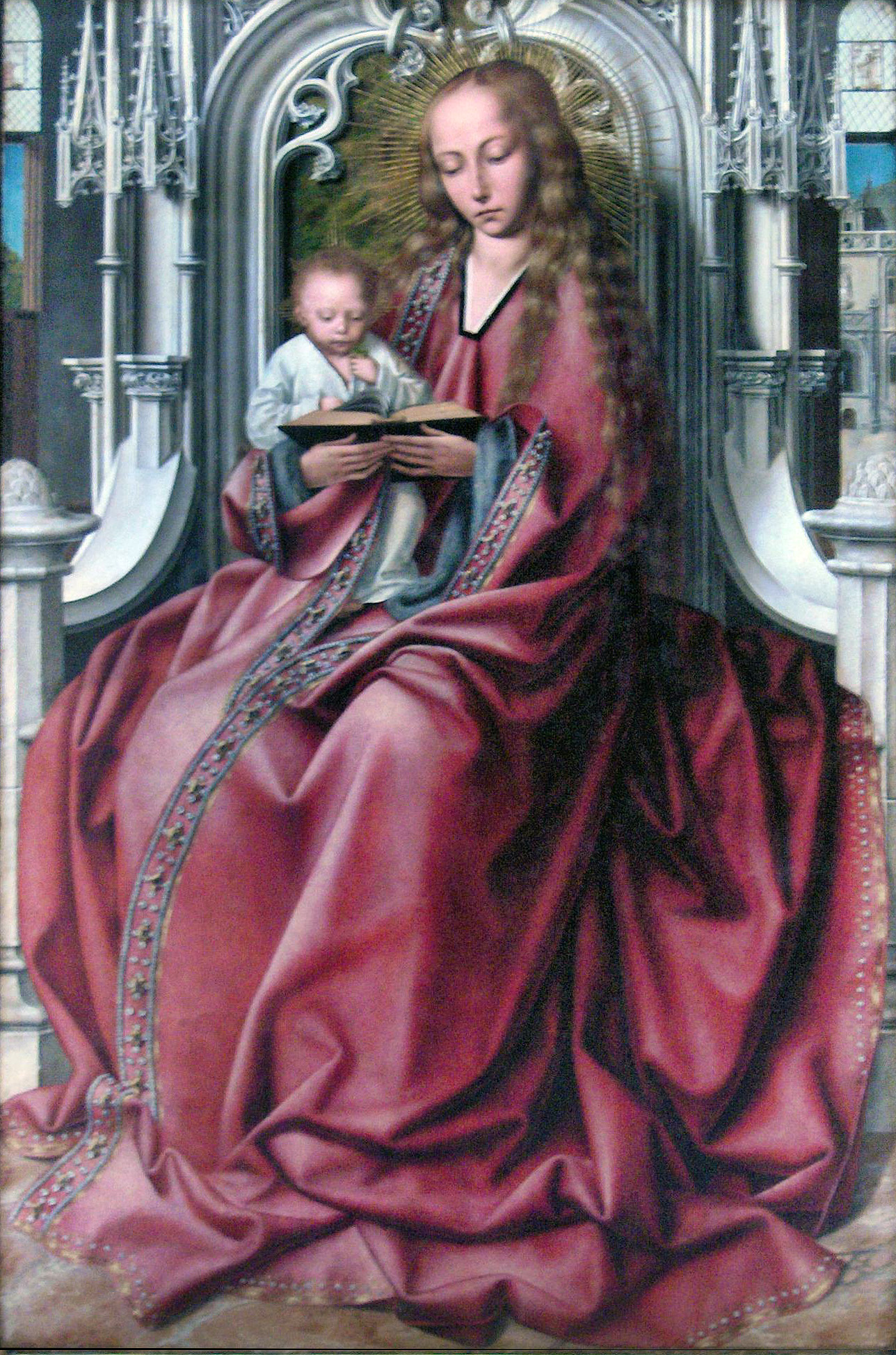
Mária Jézussal (Brüsszel)
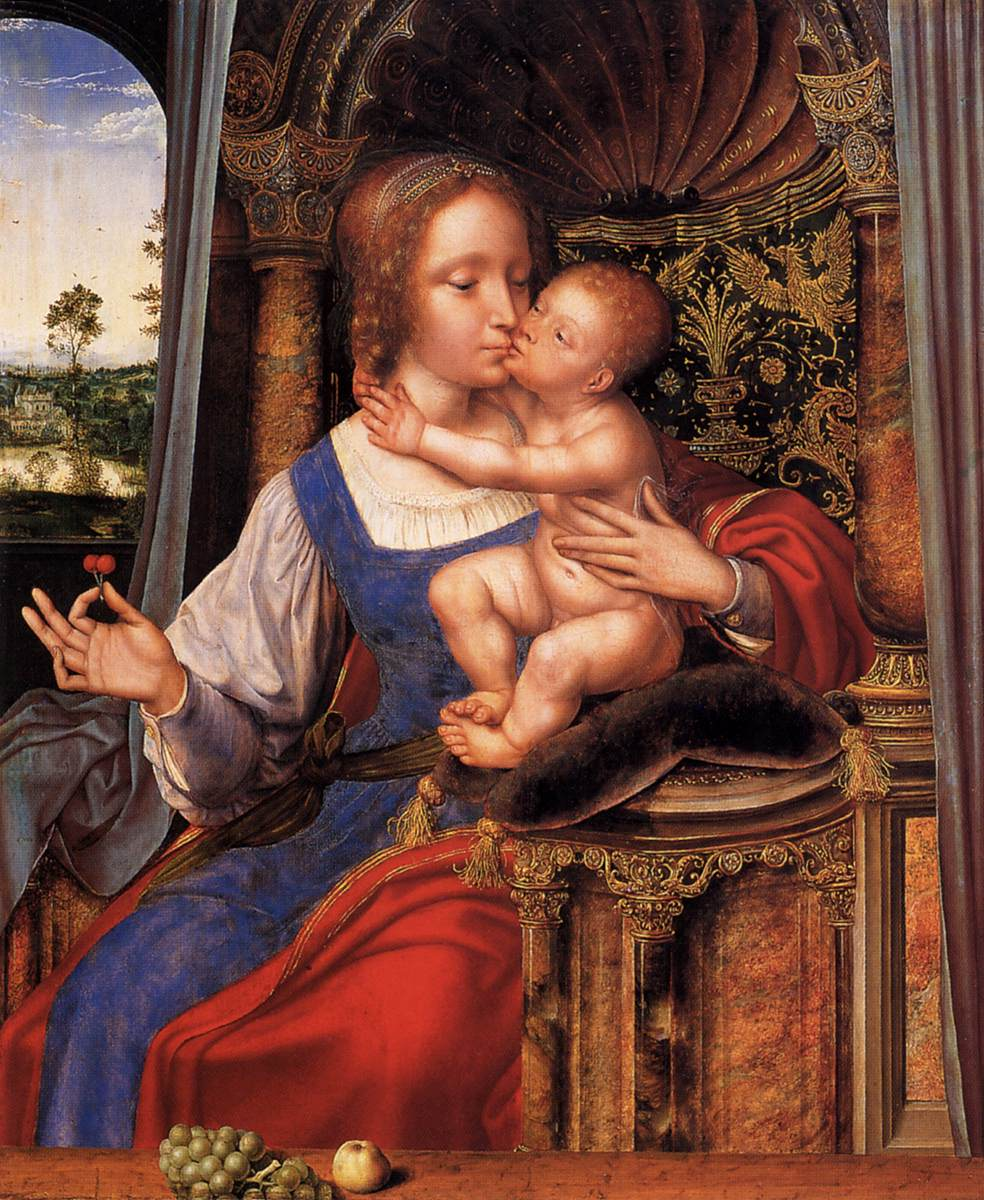
Mária és a kis Jézus (1525-1530 körül)
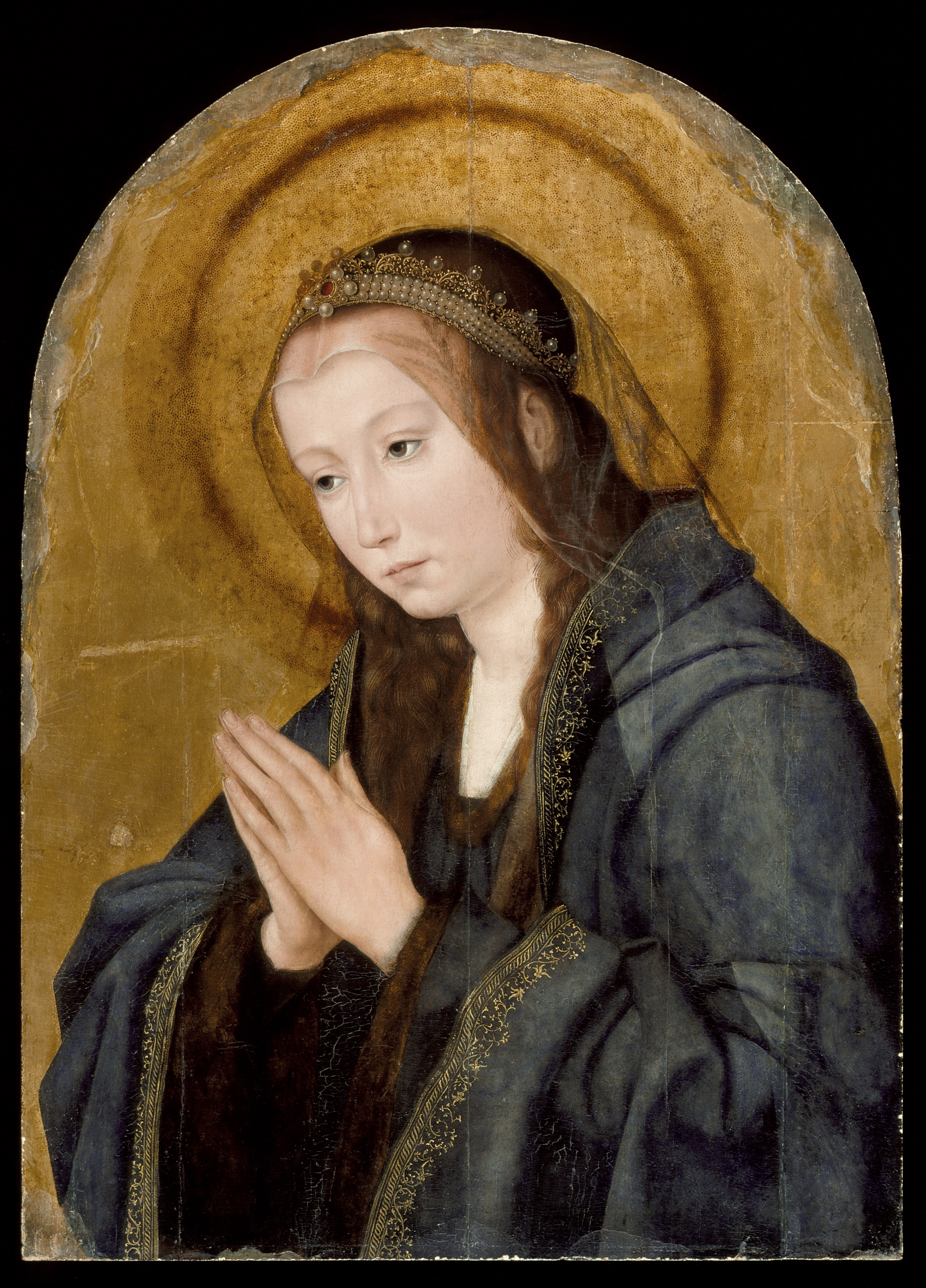
Imádkozó Szűz Mária
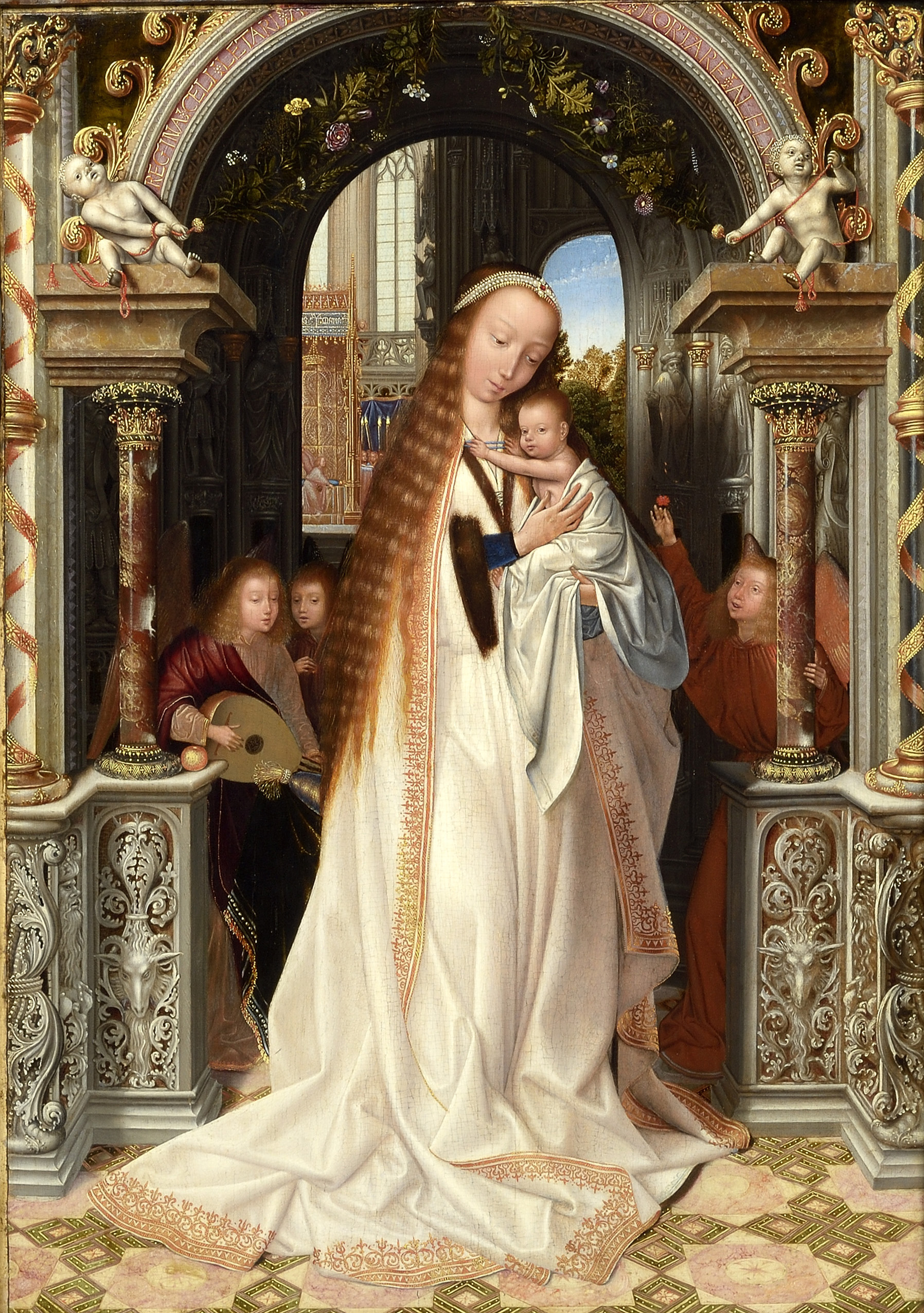
Szűz Mária és Jézus
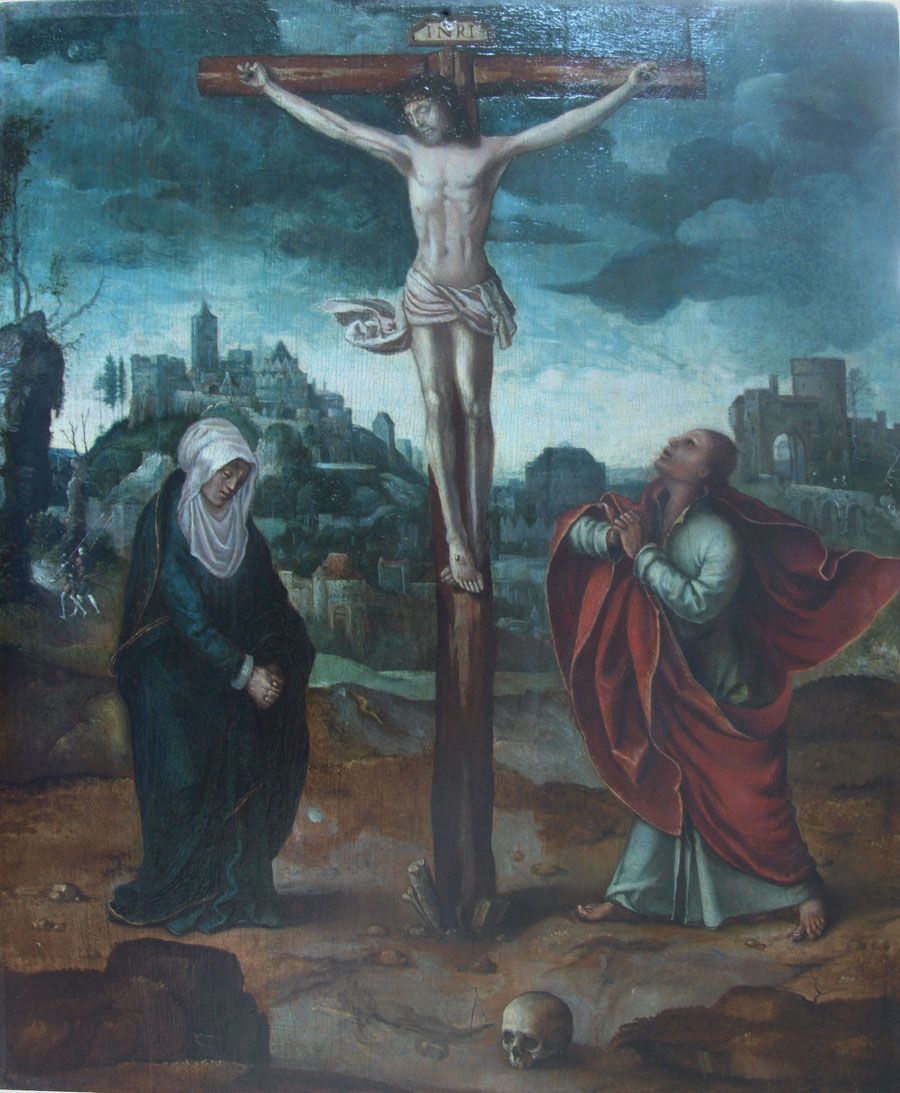
Keresztrefeszítés (1508)
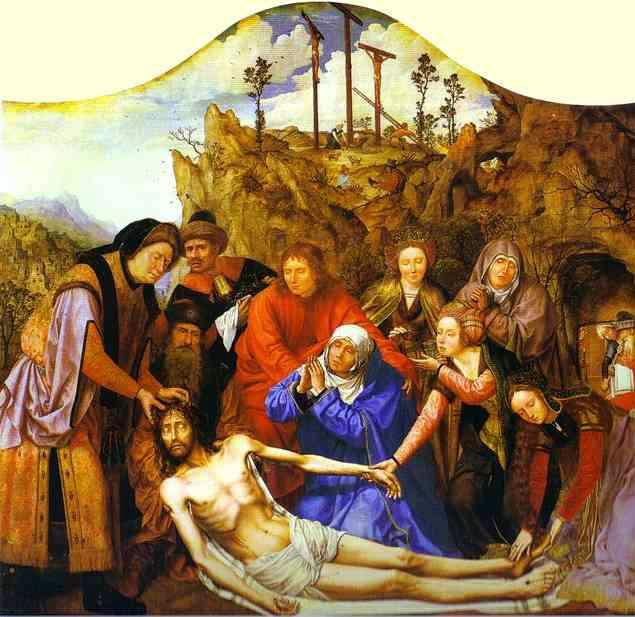
Az asztalosok céhe kápolnájának oltárképe az antwerpeni katedrálisban
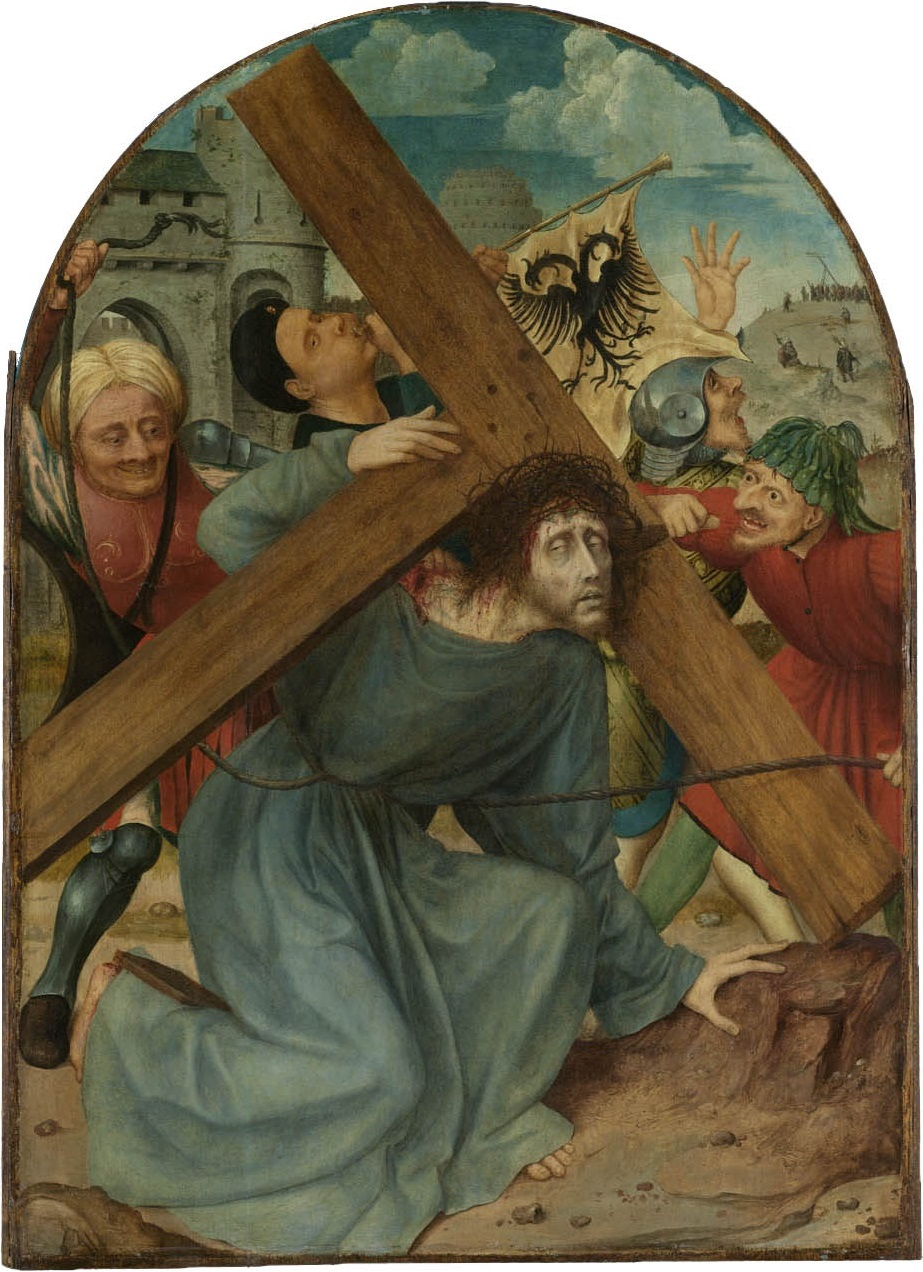
Krisztus a kereszttel (1510 - 1515 között)
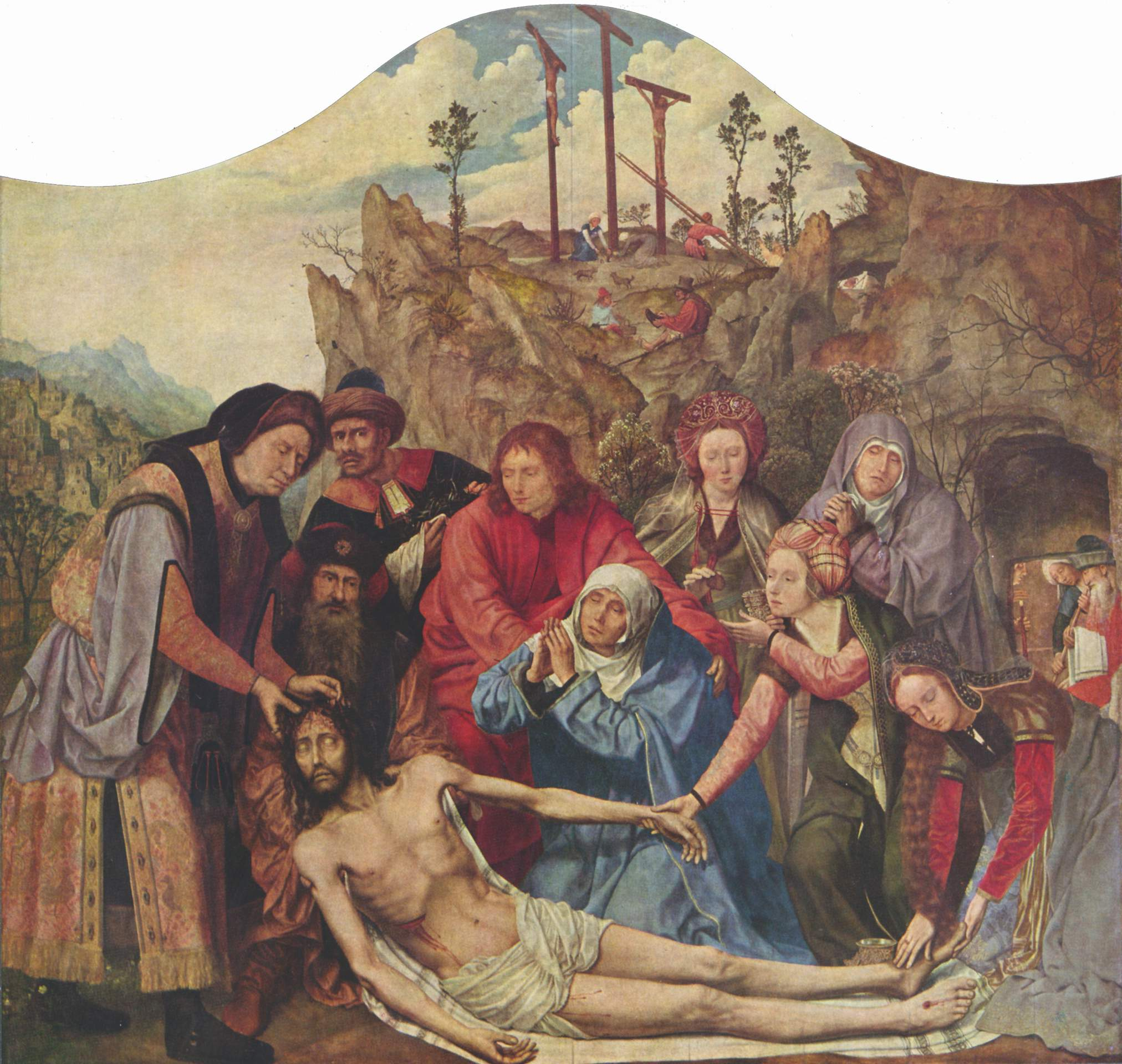
Krisztust leveszik a keresztről (1511)
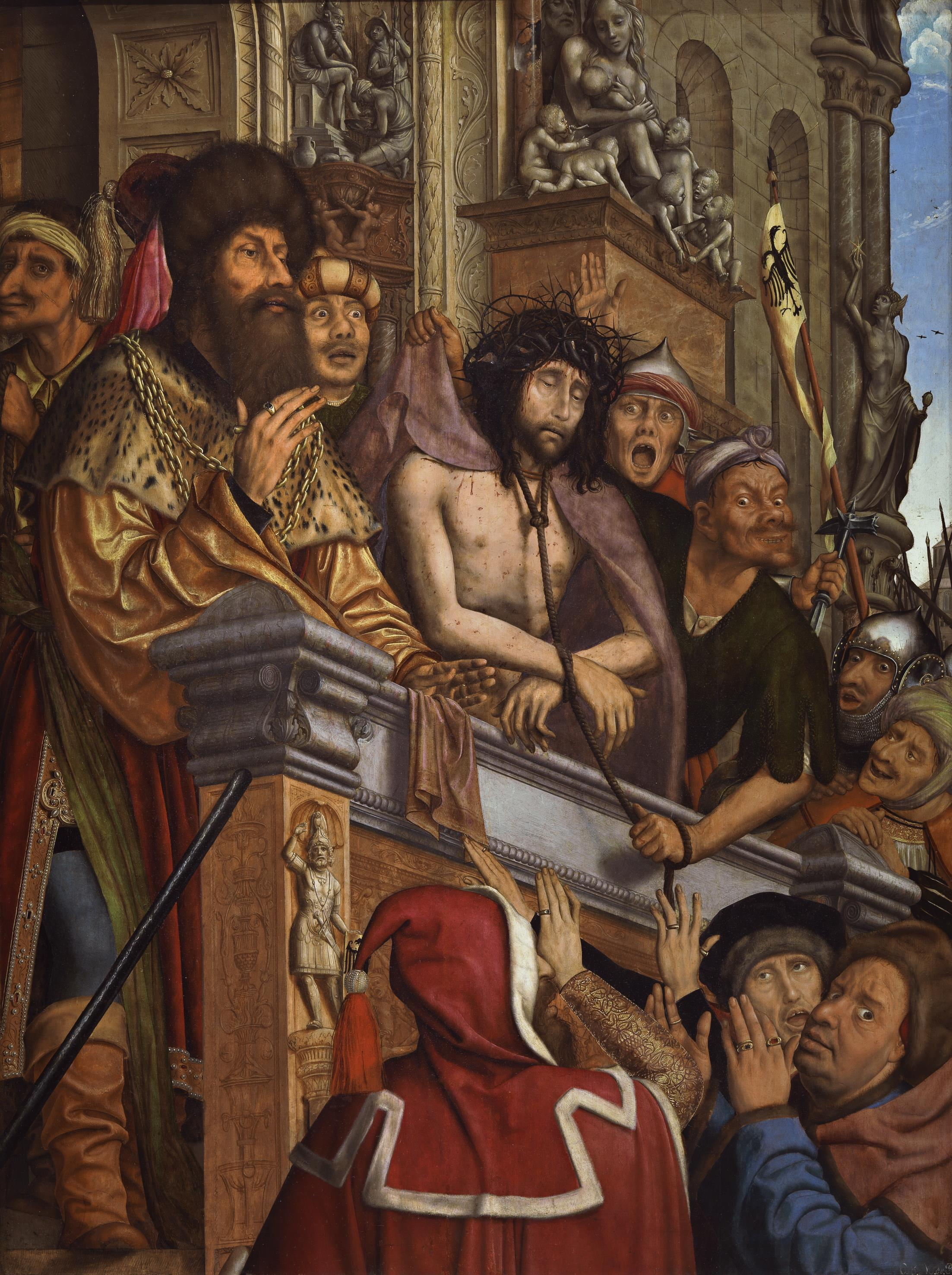
Krisztus elítélére (1515 körül)
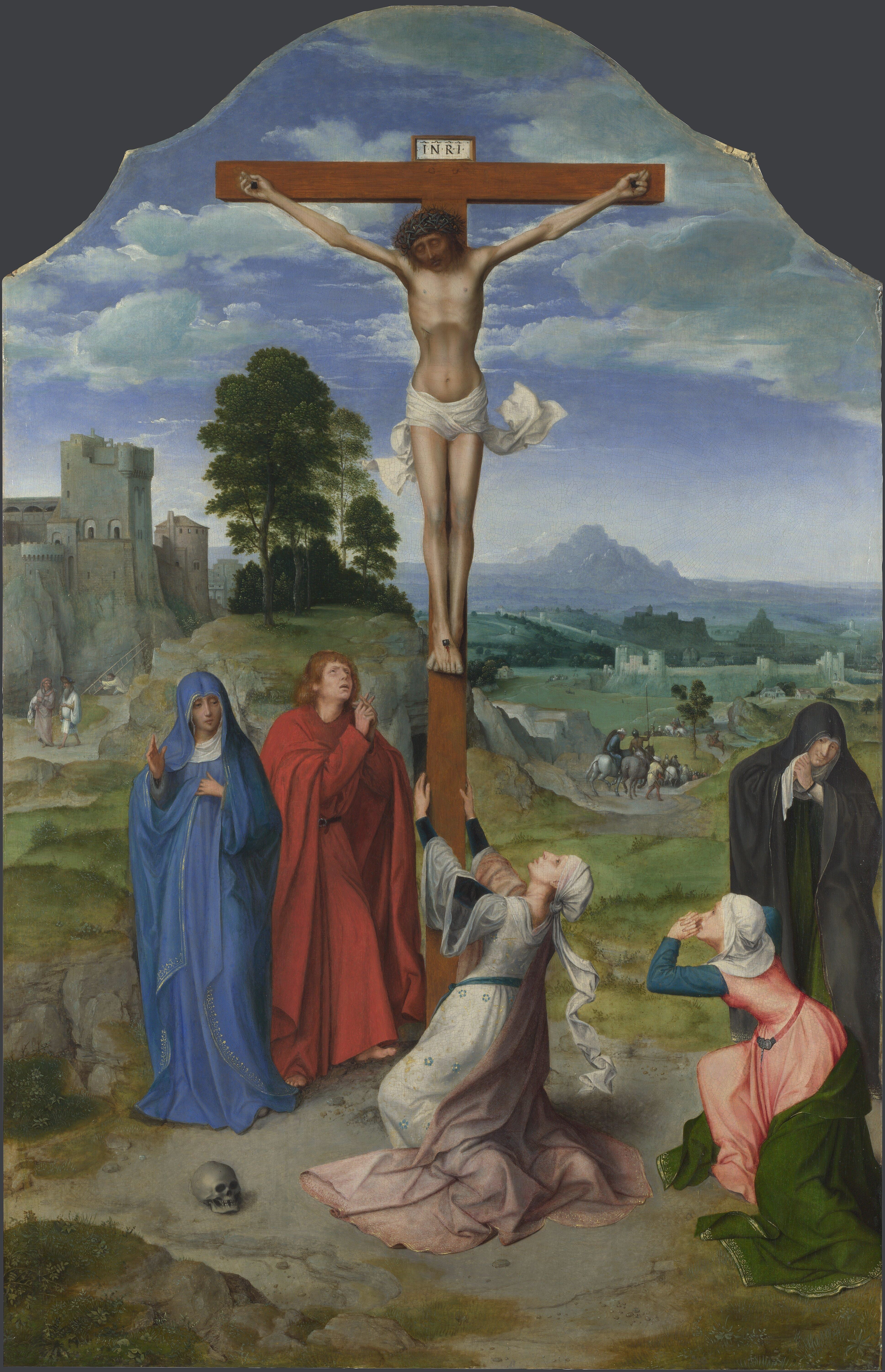
Keresztre feszítés (1515 után)
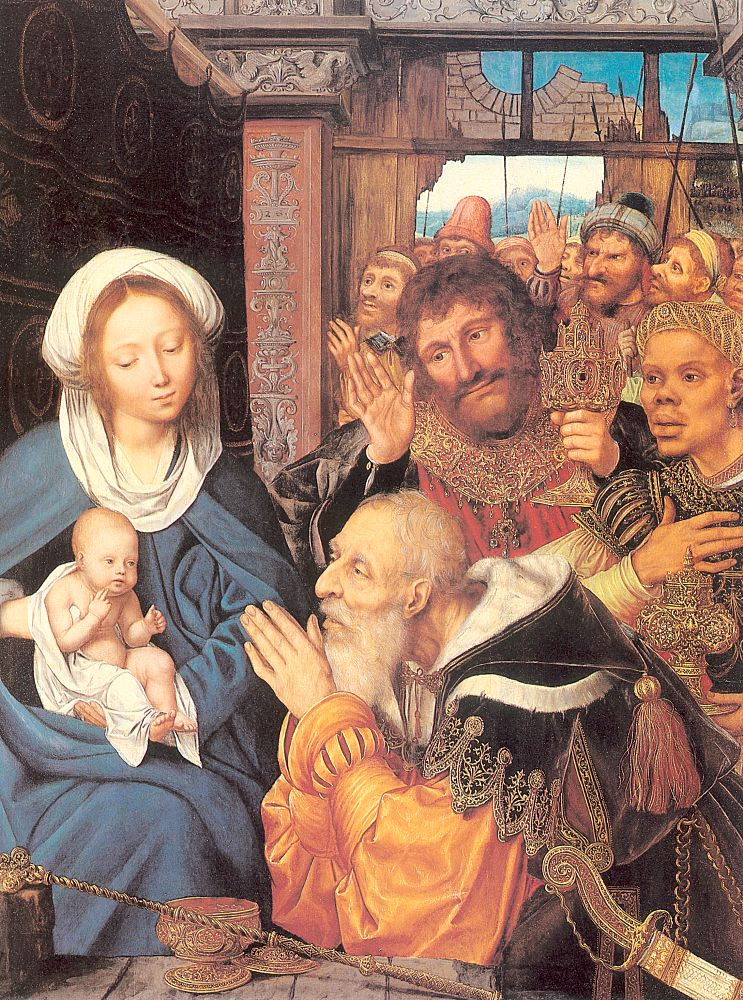
A háromkirályok imádása (1526)

### Groteszk vagy ironikus képek

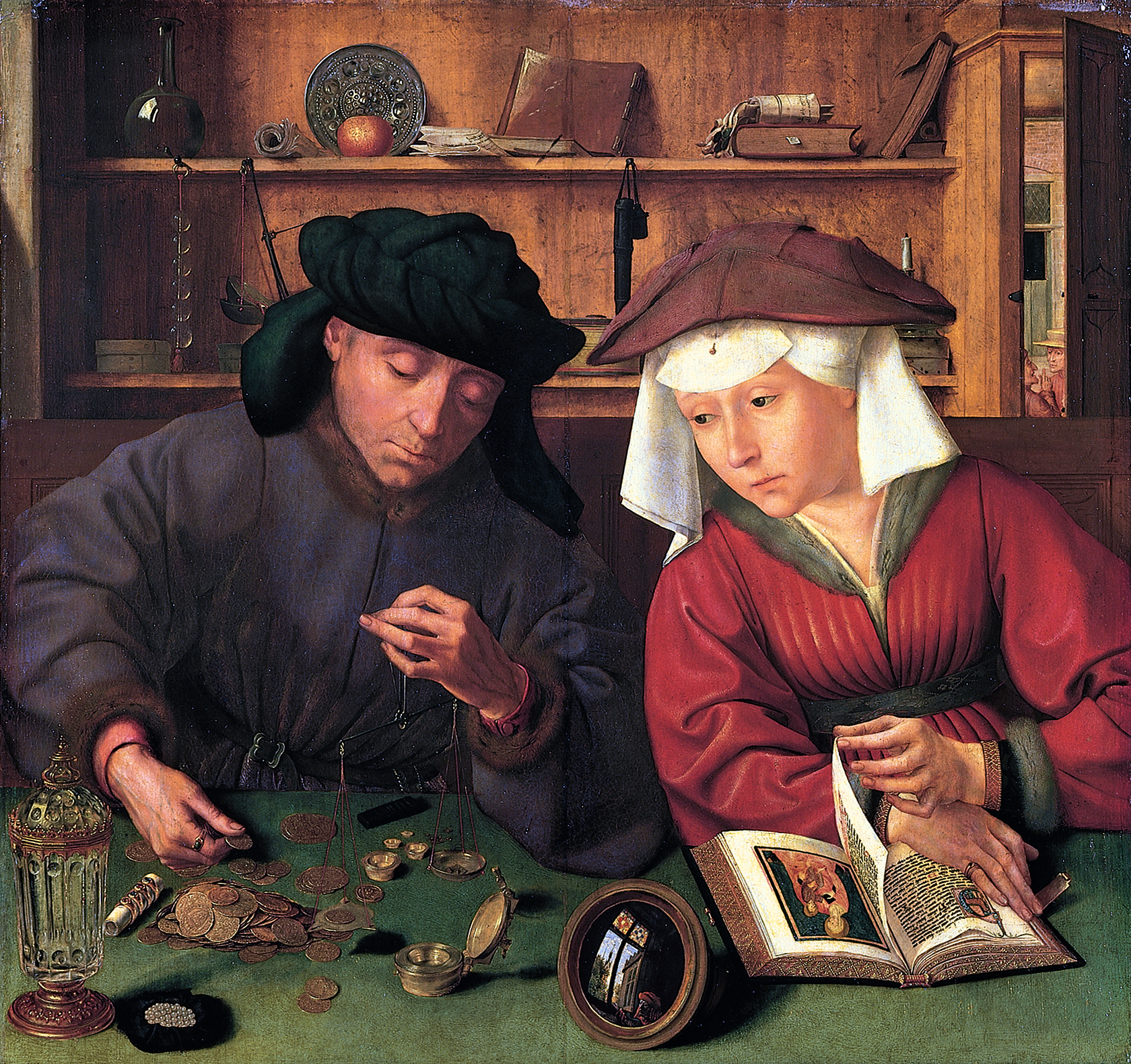
A pénzváltó és felesége
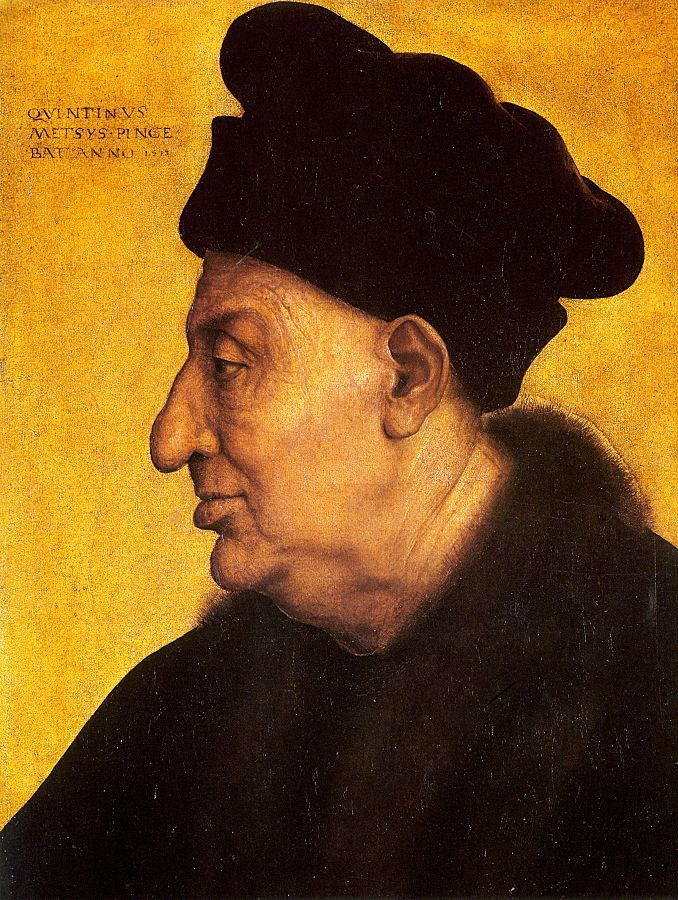
Öreg ember portréja
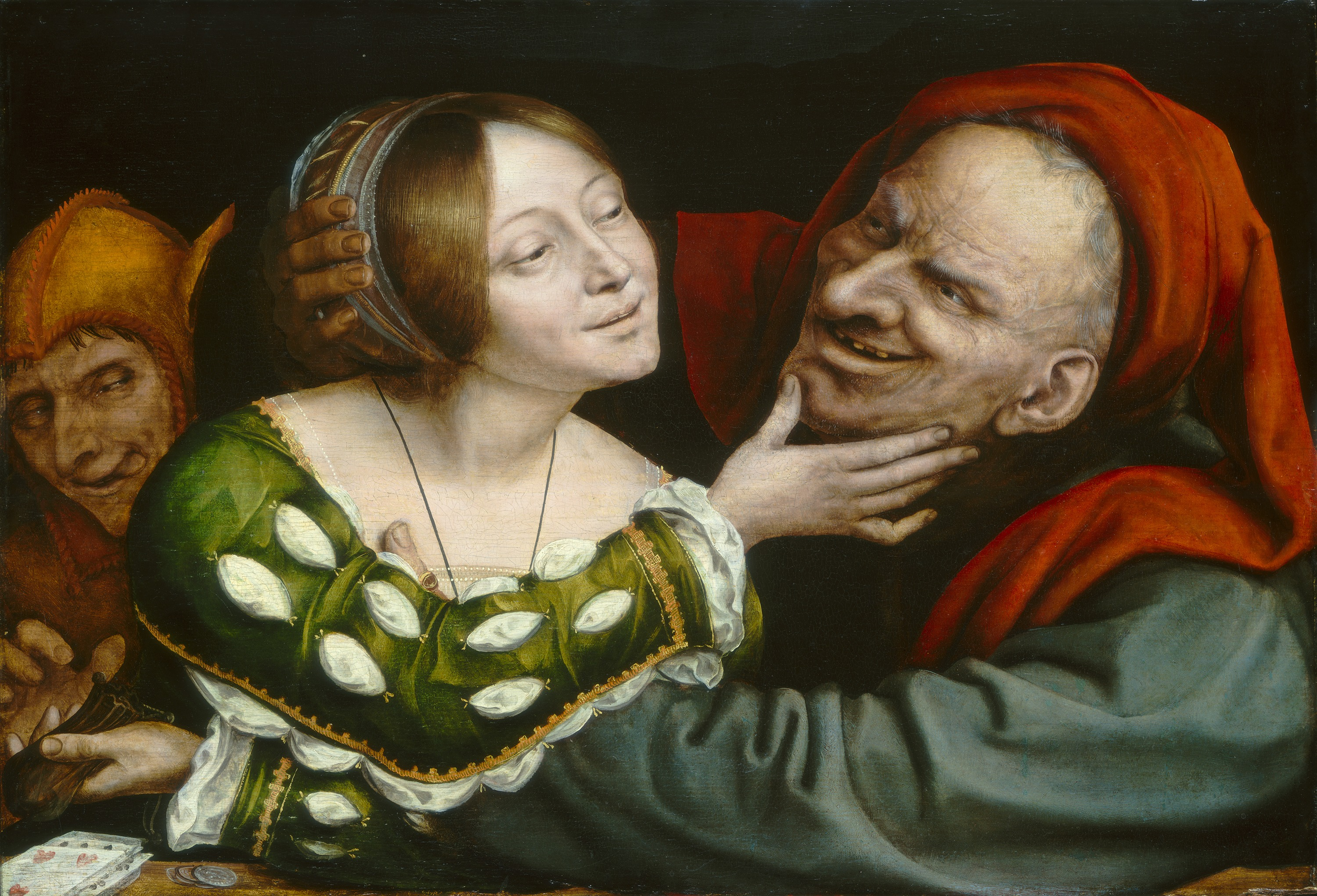
Össze nem illő szerelmesek
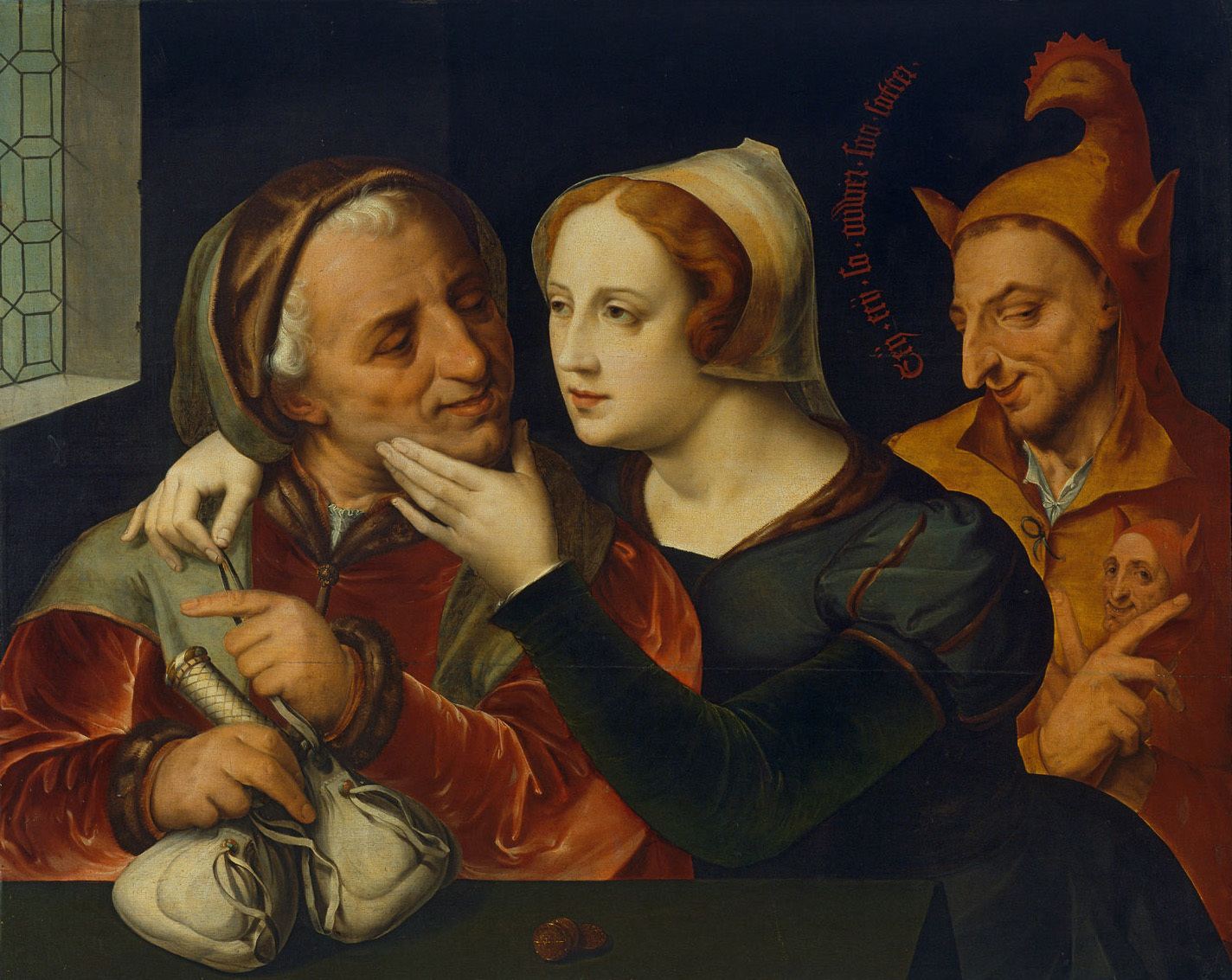
Össze nem illő pár (1600 körül)
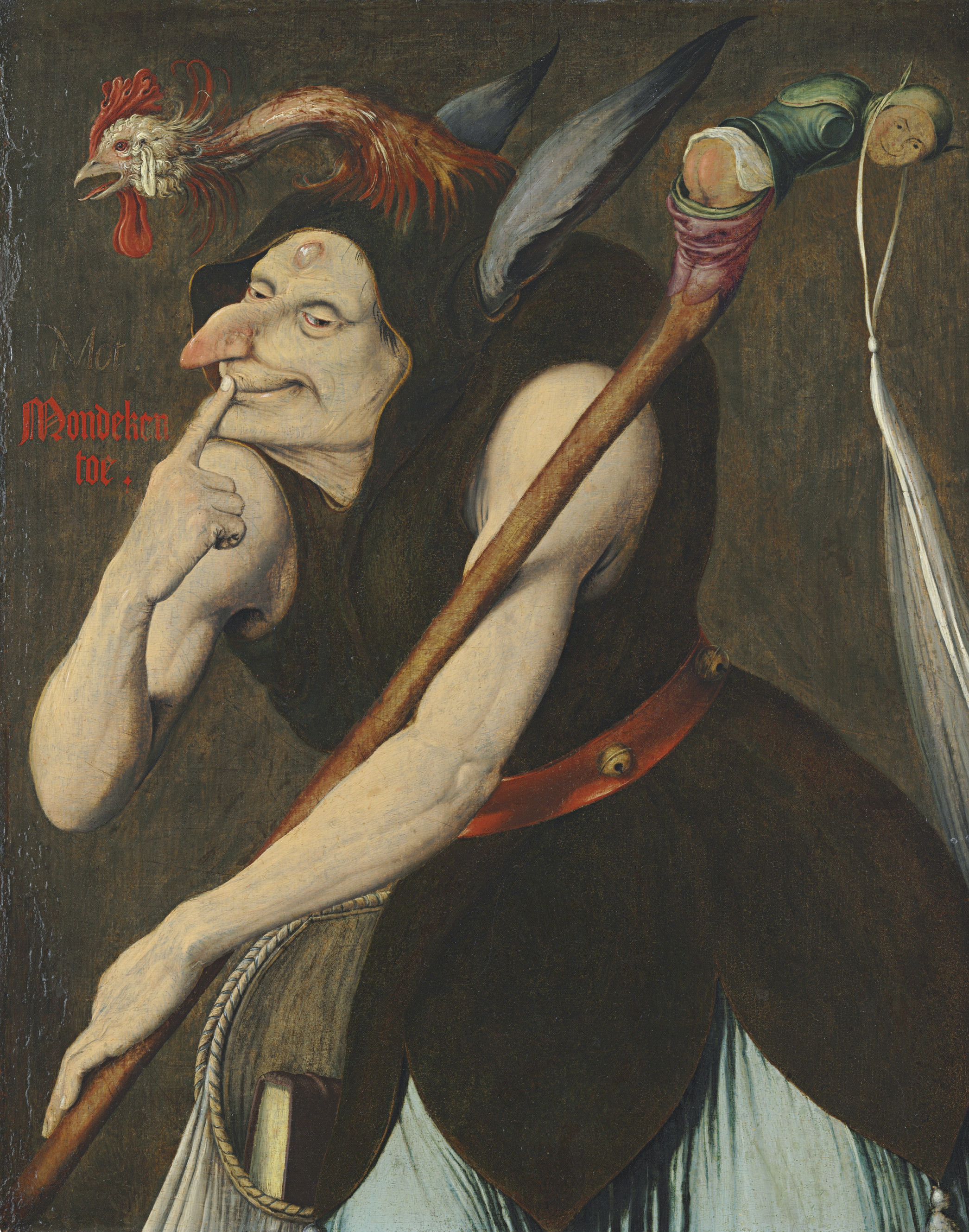
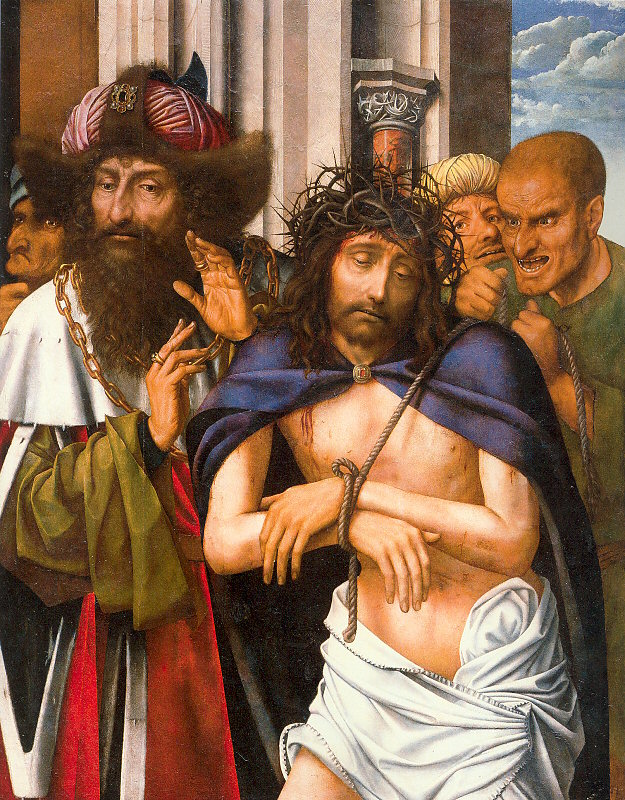
Ecce homo (1520)

### Portrék

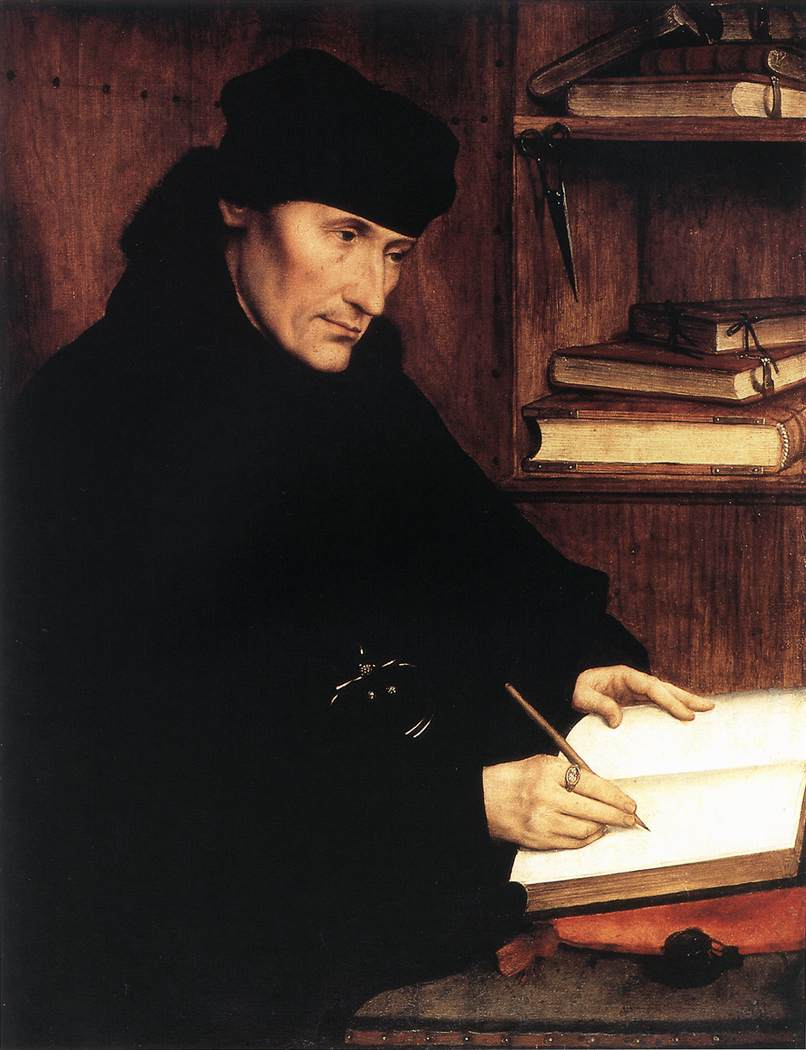
Erasmus (1517)
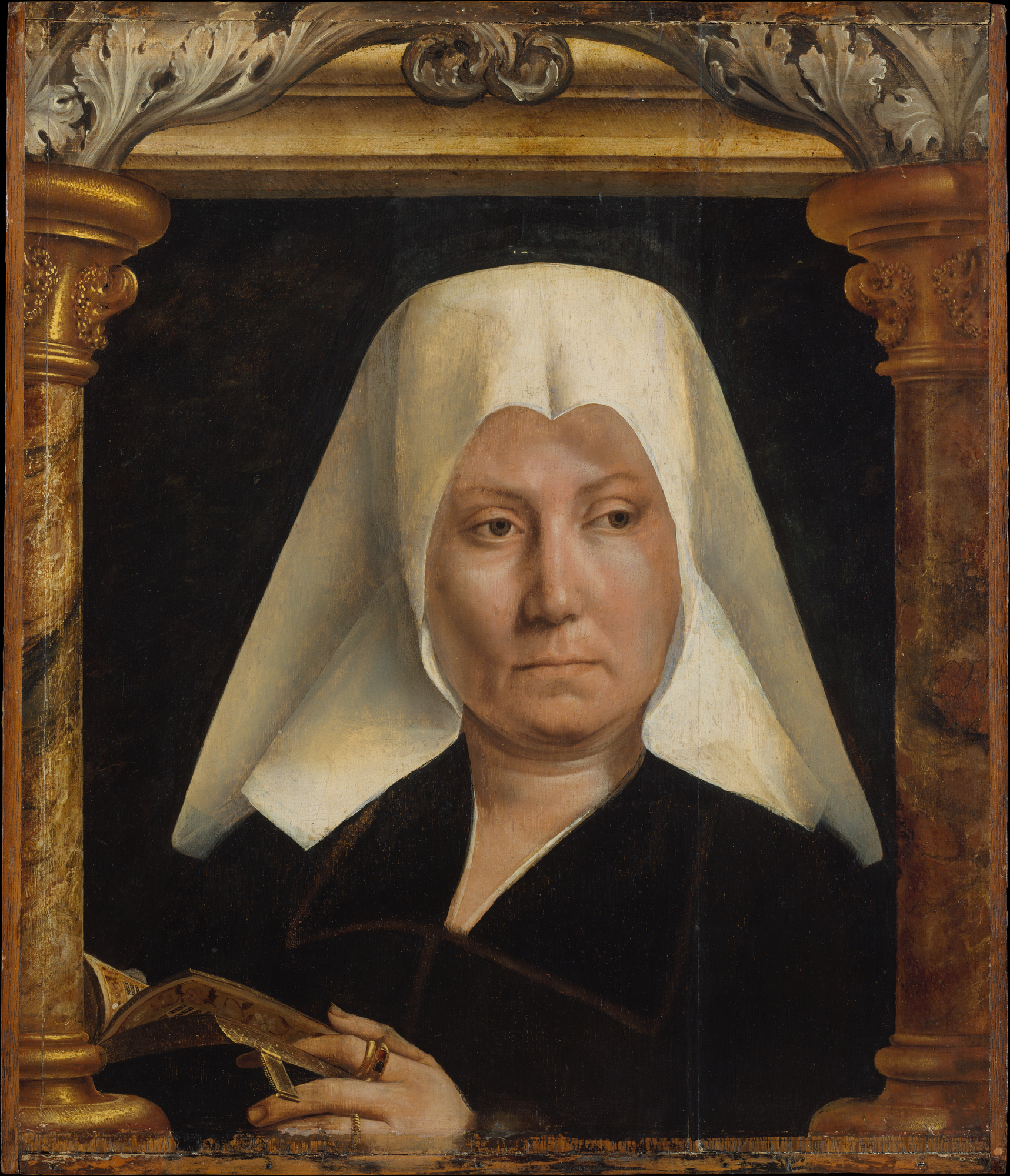
Női portré (1520)
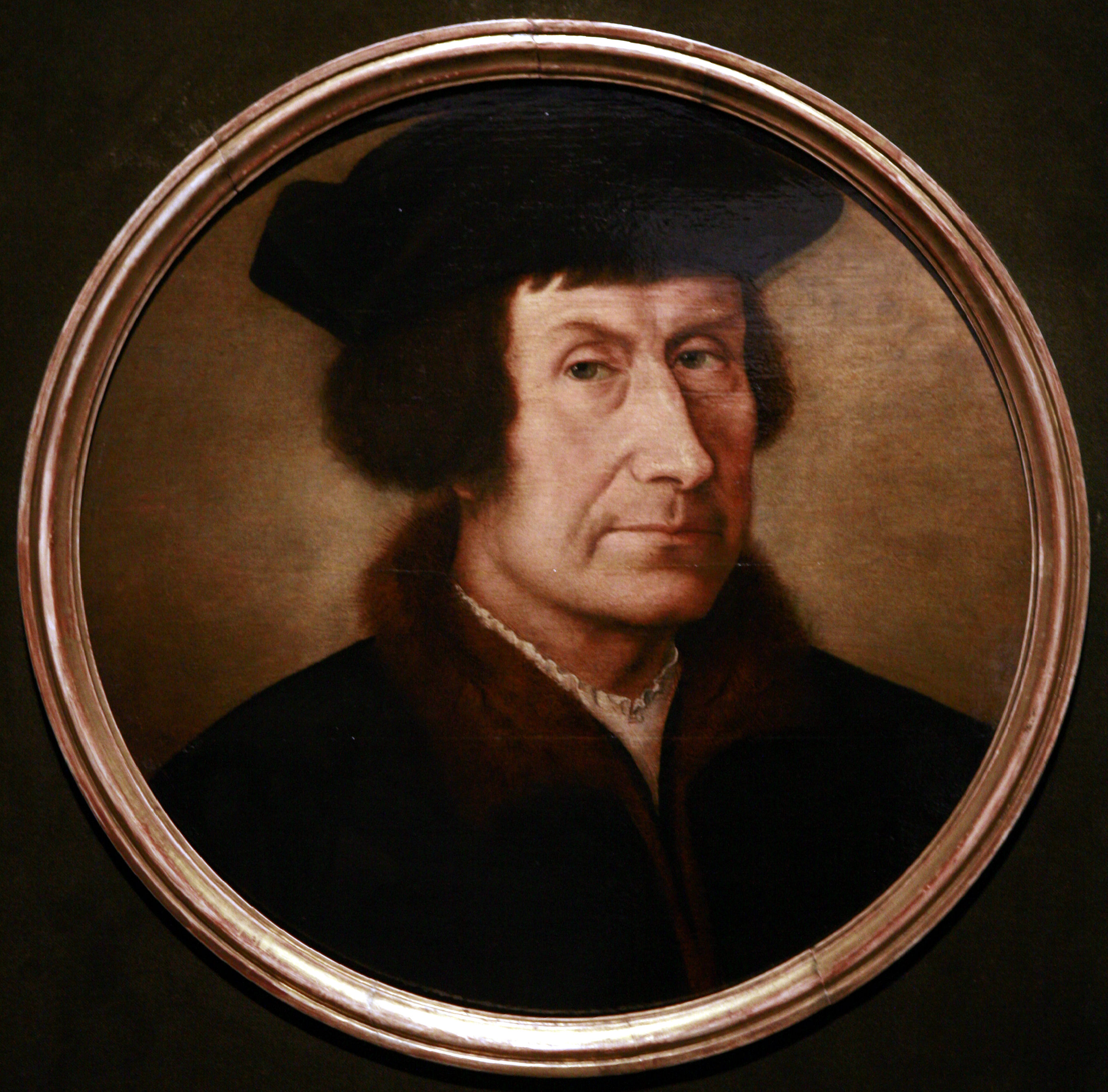
Egy humanista portréja
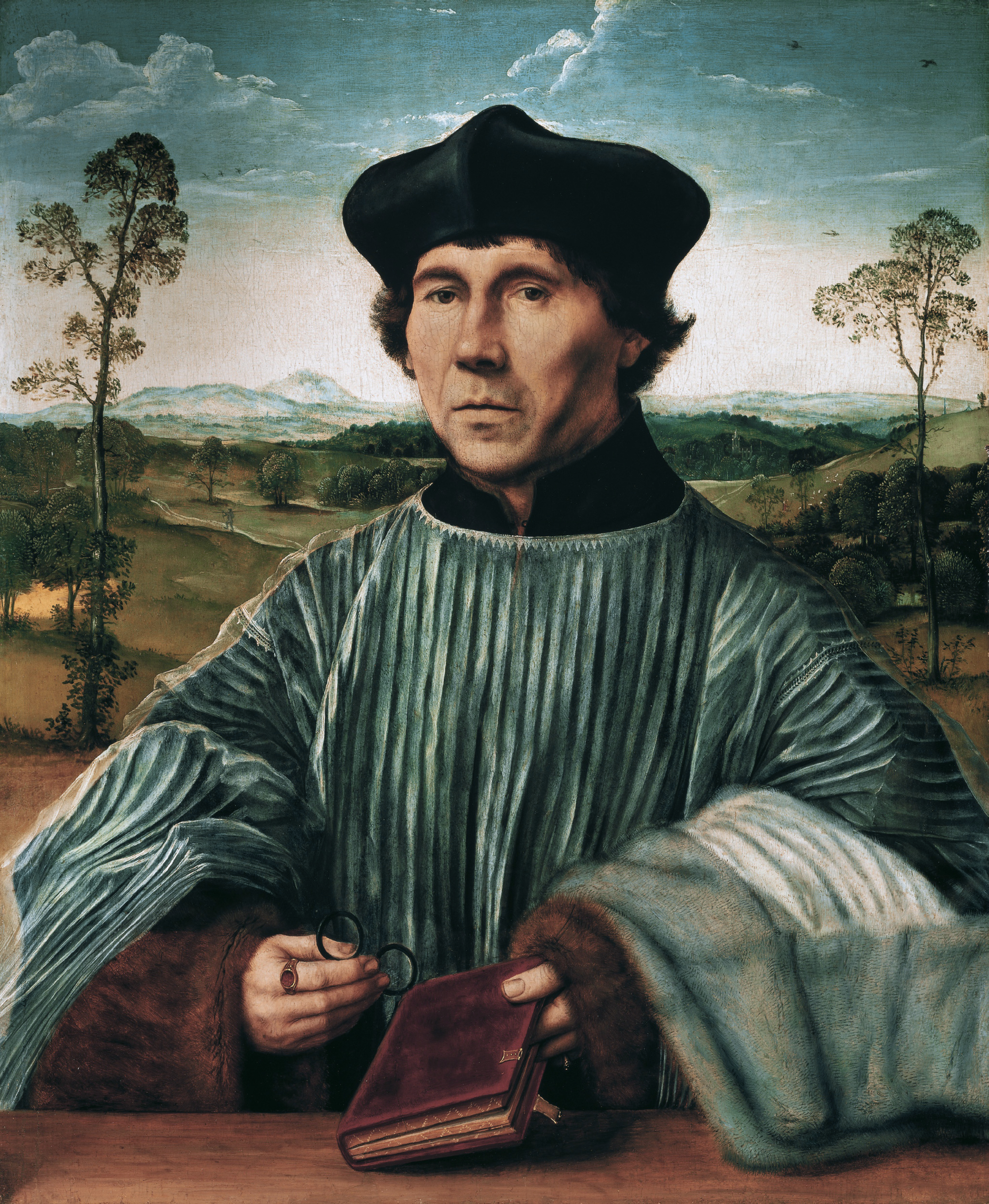
Stephan Gardiner kanonok
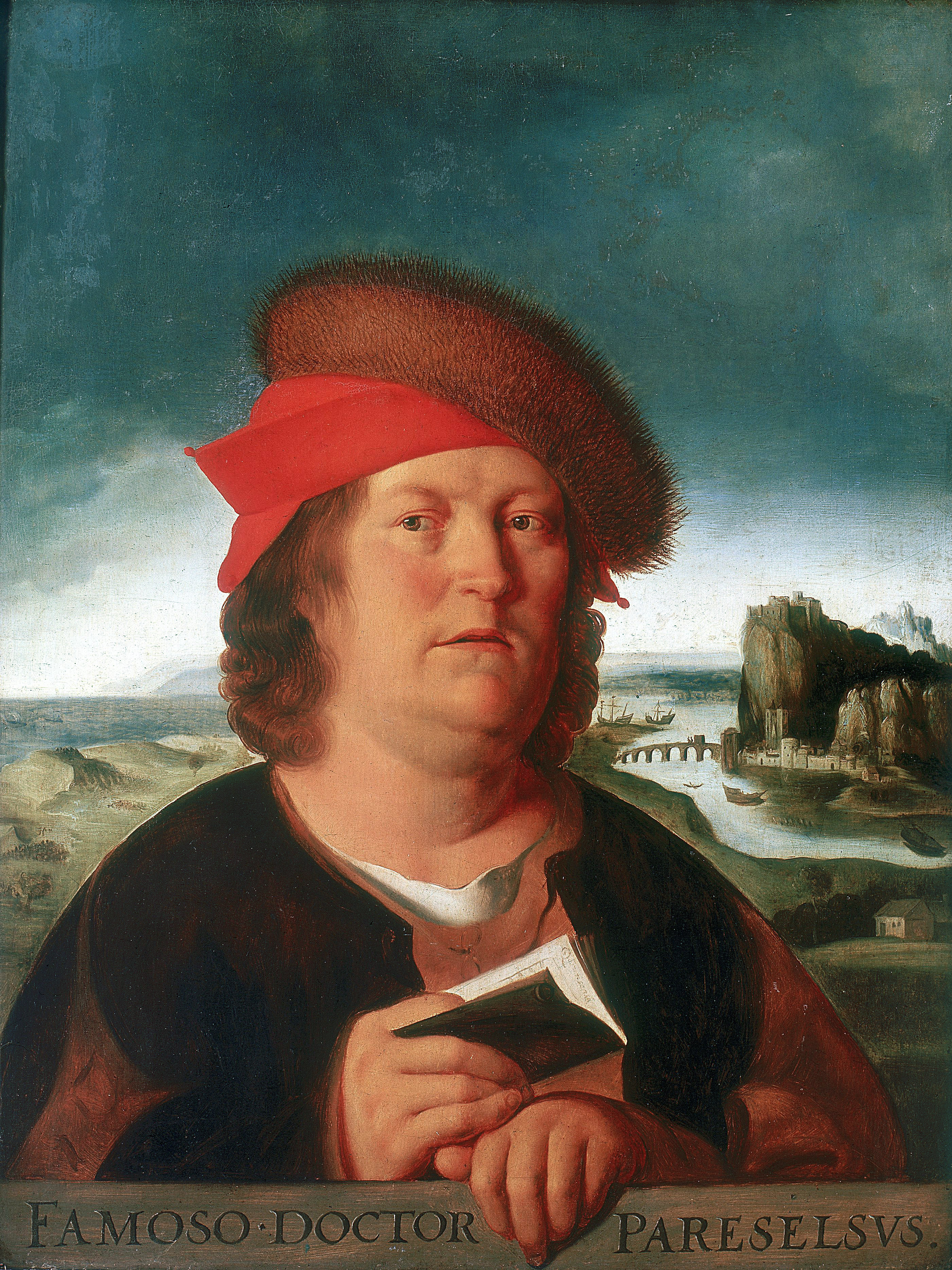
Paracelsus
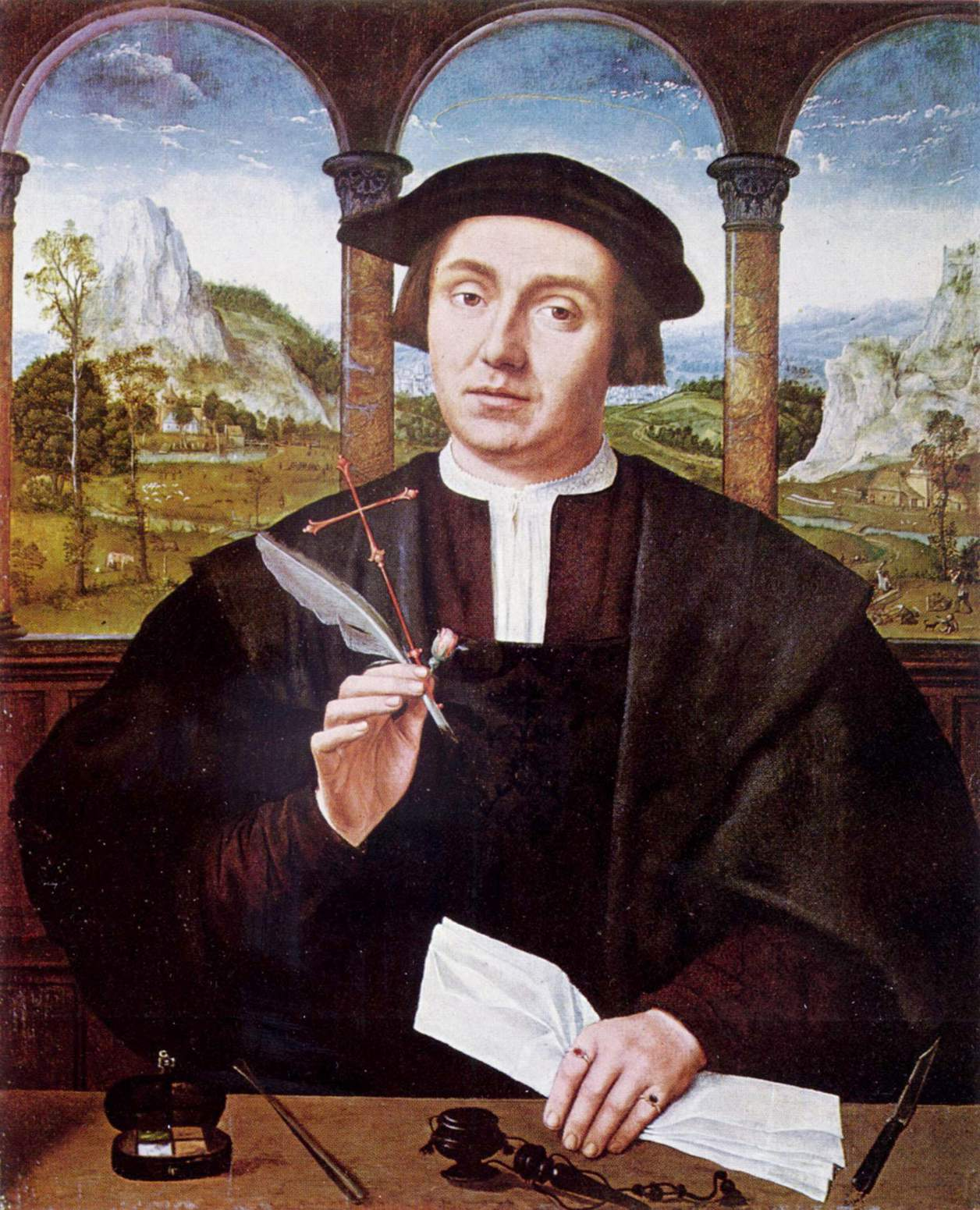
Egy jegyző portréja
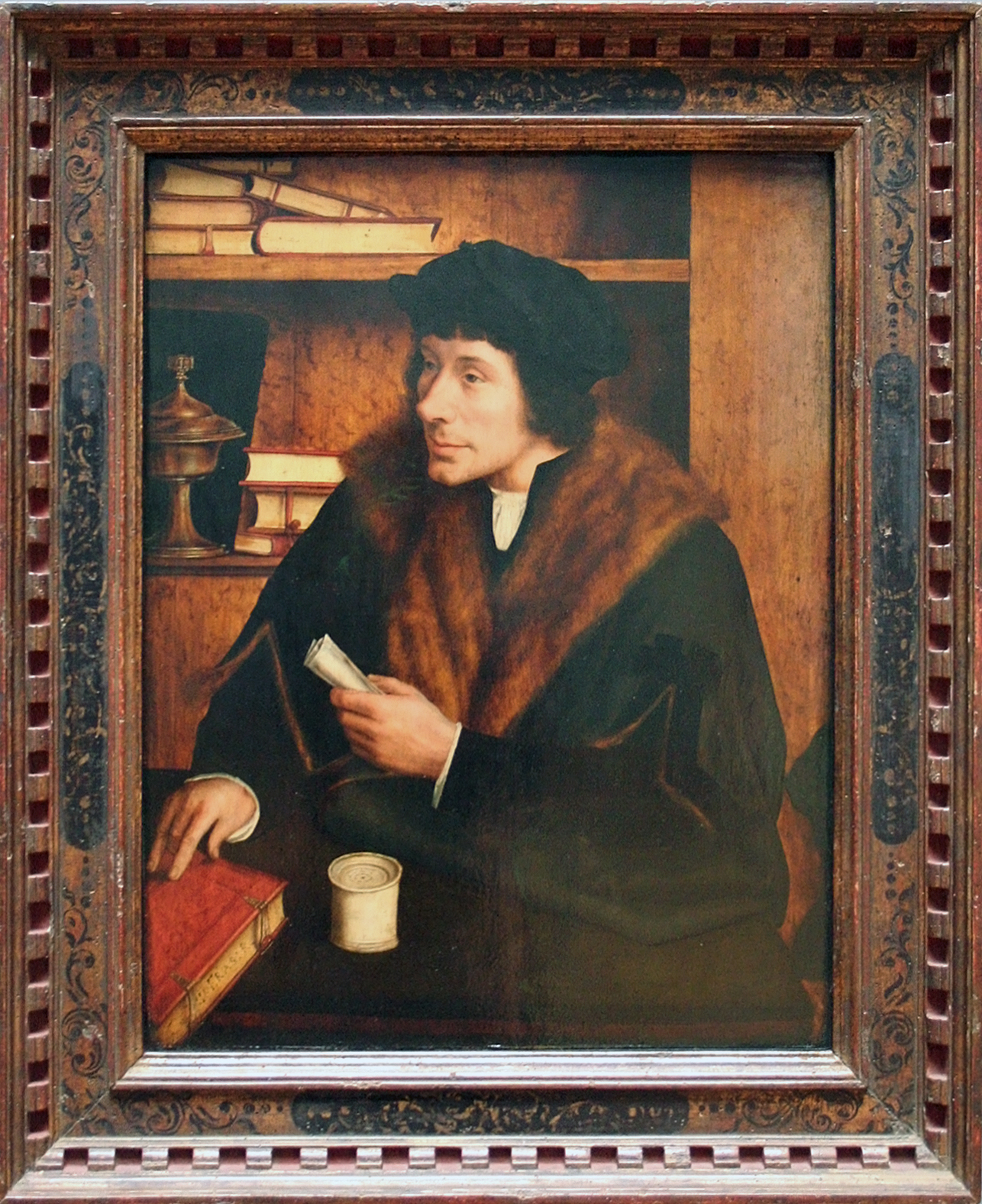
Peter Gilles portréja